# Boeing 747
Boeing 747, biệt danh "Jumbo Jet" hay nữ hoàng bầu trời "Queens of the Skies", là một trong những loại máy bay dễ nhận biết nhất trên toàn thế giới. Nó là máy bay thân rộng, 2 tầng, 2 lối đi đầu tiên trên thế giới, và là máy bay phản lực dân dụng thương mại cỡ lớn thân rộng 2 lối đi đầu tiên trên thế giới được sản xuất. Loại máy bay này được đơn vị Commercial Airplanes của Boeing tại Hoa Kỳ sản xuất. Phiên bản đầu tiên của Boeing 747 có kích thước gấp 2,5 lần chiếc Boeing 707, một trong những máy bay thương mại cỡ lớn của thập niên 1960. Từ chuyến bay thương mại đầu tiên năm 1970, Boeing 747 giữ kỷ lục về sức chứa hành khách lớn nhất trong 37 năm cho đến khi đối thủ mới là hãng sản xuất máy bay của Châu Âu Airbus trình làng chiếc Airbus A380 vượt mặt.
Máy bay Boeing 747 sử dụng 4 động cơ và đã từng có ý tưởng thực hiện trên cấu hình là 2 tầng nhưng đã bị hủy bỏ phần thân được dùng chở khách, chở hàng hay sử dụng mục đích khác ở những phiên bản mới. Phần trên của máy bay được tạo hình thành 1 cái bướu trên 747 nằm phía trên sàn ngăn, tạo điều kiện cho các phiên bản chở hàng sau này có thể nhận hàng qua cửa lớn phía mũi máy bay. Phần bướu trong các phiên bản chở khách là phần đặt chỗ ngồi bổ sung hoặc sử dụng vào mục đích khác.
Phiên bản mới nhất đang hoạt động của 747 là B747 - 8 Intercontinental và B747 - 8F. Phiên bản B747 - 400 là một trong những cấu hình máy bay dân dụng thân rộng nhanh nhất đang hoạt động trong các hãng hàng không với tốc độ đạt 913 km/h, tầm bay liên lục địa là 13.450 km. Phiên bản chở khách 747 - 400 có thể chở 416 khách với 3 hạng ghế hoặc 524 khách với 2 hạng ghế.
Sau khi đã bán được 400 chiếc, có những lúc 747 bị cho là lỗi thời do sự phát triển của những máy bay dân dụng siêu thanh nhưng thực tế, tổng số sản xuất ở con số 1.000 chiếc vào năm 1993 đã vượt quá sức tưởng tượng của những người chỉ trích. Tính đến tháng 4-2008, có 1.402 chiếc 747 được chế tạo với 122 cấu hình khác nhau. Phiên bản mới nhất của loại 747 là 747 - 8F, đã đi vào hoạt động vào năm 2009.

## Phát triển

### Bối cảnh

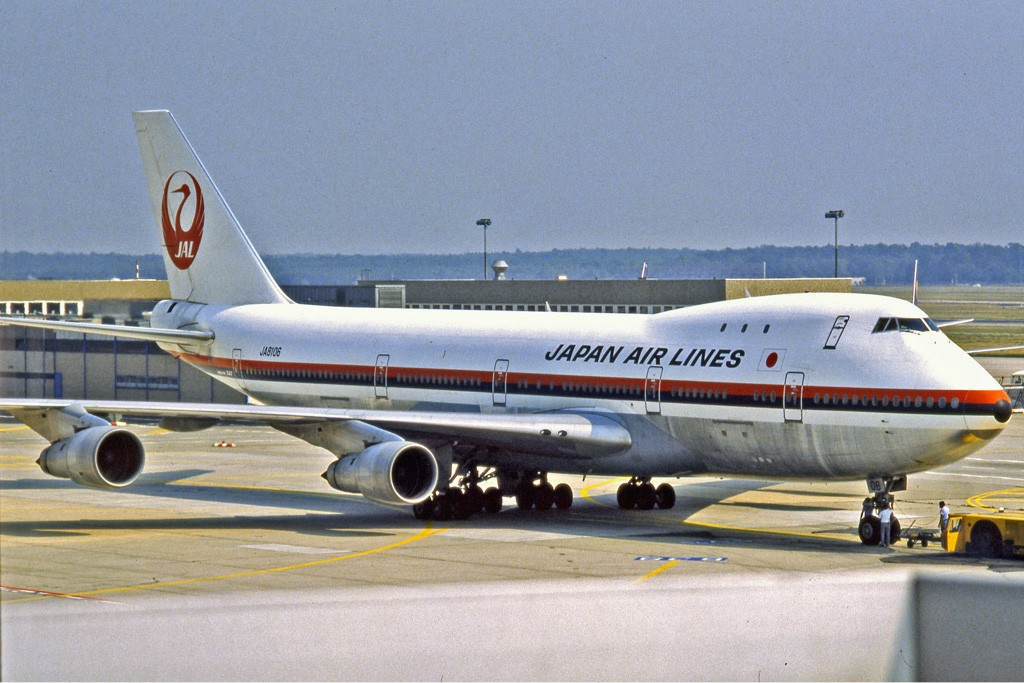
Japan airlines Boeing 747-200

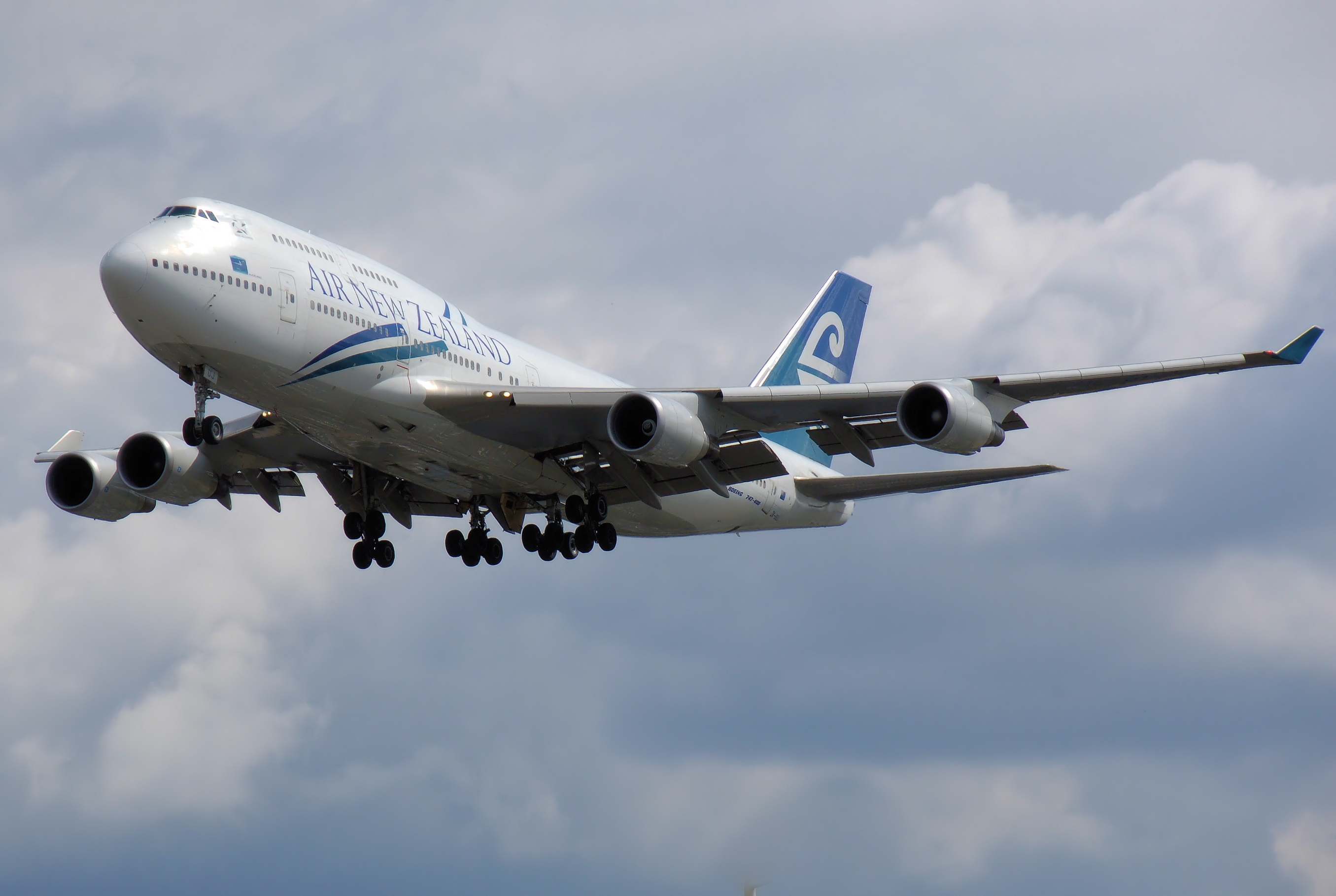
Air New Zealand Boeing 747-400

Vào năm 1963, Không quân Hoa Kỳ bắt đầu một loạt những dự án nghiên cứu về một máy bay vận tải "chiến lược" rất lớn. Dù C-141 Starlifter đang trong quá trình đưa vào sản xuất, họ cảm thấy một máy bay có sức chứa lớn hơn và to hơn là điều cần thiết, đặc biệt là khả năng để mang những hàng hóa "ngoại cỡ", điều không thể thực hiện trên những máy bay lúc đó. Những nghiên cứu này đã dẫn đến "CX-X" (Cargo, Experimental, no number - Hàng hóa, Thí nghiệm, không số), một thiết kế yêu cầu sức chứa lên đến 180.000 pound (81.600 kg) có tốc độ đạt Mach 0.75 (500 mph/805 km/h), và bay liền một mạch quãng đường dài 5.000 hải lý (9.260 km) với trọng tải là 115.000 pound (52.200 kg). Khoang chứa hàng phải có chiều rộng là 17 feet (5.18 m), chiều cao là 13.5 feet (4.11 m) và chiều dài là 100 feet (30.5 m) từ cửa ở trước (phần đầu) cho đến cửa cuối (phần đuôi) của máy bay.
Thiết kế ban đầu đã vấp phải một loạt những đề xuất với 6 động cơ. Tuy nhiên, tất cả thiết kế đều được nhận thấy rằng không đủ tiến bộ để vượt qua C-141, để được xem là quan trọng cho phát triển. Một tập hợp mới các tiêu chuẩn được hoàn thành và một yêu cầu chính thức đề nghị đã được đưa ra vào ngày 27 tháng 4 năm 1964 cho "Heavy Logistics System" (CX-HLS - Hệ thống ngành hậu cần nặng). Nổi bật với chỉ 4 động cơ, thiết kế cũng yêu cầu những động cơ mới với công suất lớn hơn và tiết kiệm nhiên liệu hơn. Vào 18 tháng 5 năm 1964, những đề nghị sản xuất khung máy bay đã được chuyển tới Boeing, Douglas, General Dynamics, Lockheed và Martin Marietta; trong khi những đề nghị về động cơ được chuyển cho General Electric, Curtiss-Wright và Pratt and Whitney. Sau khi nghiên cứu lựa chọn, Boeing, Douglas và Lockheed đã được ký những hợp đồng nghiên cứu bổ sung cho khung máy bay, trong khi động cơ được giao cho General Electric và Pratt and Whitney.
Tất cả ba trong số những đề nghị khung máy bay phải chia sẻ một số đặc tính, nhưng một chi tiết đã trở thành biểu tượng trên 747. Khi máy bay CX-HLS được thiết kế để mang hàng hóa hạng nặng, việc đặt buồng lái tại vị trí truyền thống ở phần mũi có thể gây ra nguy hiểm nghiêm trọng trong thời gian hạ cánh vội khi hàng hóa di chuyển về phía trước và có thể ép vào buồng lái của phi công. Tất cả các công ty đều tính đến vấn đề này bằng việc di chuyển buồng lái lên cao hơn khu vực chứa hàng; hãng Douglas có một "pod" (vỏ) nhỏ chỉ có ở phía trước và trên cánh, hãng Lockheed sử dụng một "xương sống" chạy theo chiều dài của máy bay với xà dọc cánh đi xuyên qua nó, trong khi hãng Boeing pha trộn cả hai ý tưởng trên lại, với một vỏ dài hơn và chạy từ phía sau mũi đến sau cánh.
Vào năm 1965, thiết kế máy bay của Lockheed và thiết kế động cơ của General Electric đã được chọn cho mẫu máy bay vận tải mới là C-5 Galaxy.

### Kế hoạch về máy bay dân dụng

So sánh thân của Boeing 747 và Airbus A380

747 được hình thành trong đầu các nhà thiết kế khi du lịch bằng đường không đang gia tăng vào thập niên 1960. Thời đại của máy bay vận tải thương mại phản lực được mở ra bởi tính phổ biến to lớn của Boeing 707 và Douglas DC-8 đã cách mạng hóa du lịch đường dài. Thậm chí trước khi hợp đồng CX-HLS thất bại, Boeing đã bị thúc ép bởi Juan Trippe, chủ tịch của Pan American World Airways (Pan Am), một trong những hãng hàng không là khách hàng quan trọng nhất của Boeing; sự thúc ép này là về việc chế tạo một máy bay chở khách lớn gấp hai lần kích thước của chiếc 707. Trong thời gian này, việc tắc nghẽn tại các sân bay đã trở nên tồi tệ hơn do số lượng hành khách tăng lên trong khi sức chứa của máy bay lại tương đối nhỏ, những điều này đã trở thành vấn đề và Juan Trippe suy nghĩ có thể giải quyết vấn đề này bằng một loại máy bay cỡ lớn mới.
Vào năm 1965, Joe Sutter chuyển từ đội phát triển 737 của Boeing sang làm quản lý các nghiên cứu về một máy bay dân dụng mới, loại máy bay mới này đã được gán số mô hình là 747. Sutter bắt đầu nghiên cứu thiết kế với Pan Am và các hãng hàng không khác, nhằm hiểu những nhu cầu của khách hàng khi đặt mua máy bay. Lúc đó, phần lớn người ta nghĩ rằng 747 sẽ dần dần bị thay thế bởi máy bay vận tải siêu thanh. Boeing đã trả lời bằng việc thiết kế 747 sao cho nó có thể thích nghi dễ dàng với việc chuyển chở hàng hóa và tiếp tục được đặt hàng chế tạo dù những đơn đặt hàng phiên bản chở khách có thể giảm sút. Trong vai trò chuyển chở hàng hóa, nhu cầu khoang chứa hàng lớn để hỗ trợ vận chuyển hàng bằng container là phương pháp đang được áp dụng rộng rãi vào cùng thời gian đó. Những container tiêu chuẩn có chiều ngang là 8 foot (2,4 m) (hơi cao hơn vì những điểm phiếu đính kèm) và chiều dài là 20 hoặc 40 foot (12 m). Điều này có nghĩa rằng nó có thể hỗ trợ một chồng container 2-rộng 2-cao gồm 2 hay 3 hàng với một kích thước khung máy bay tương tự như dự án CX-HLS trước đó.

### Những nỗ lực thiết kế

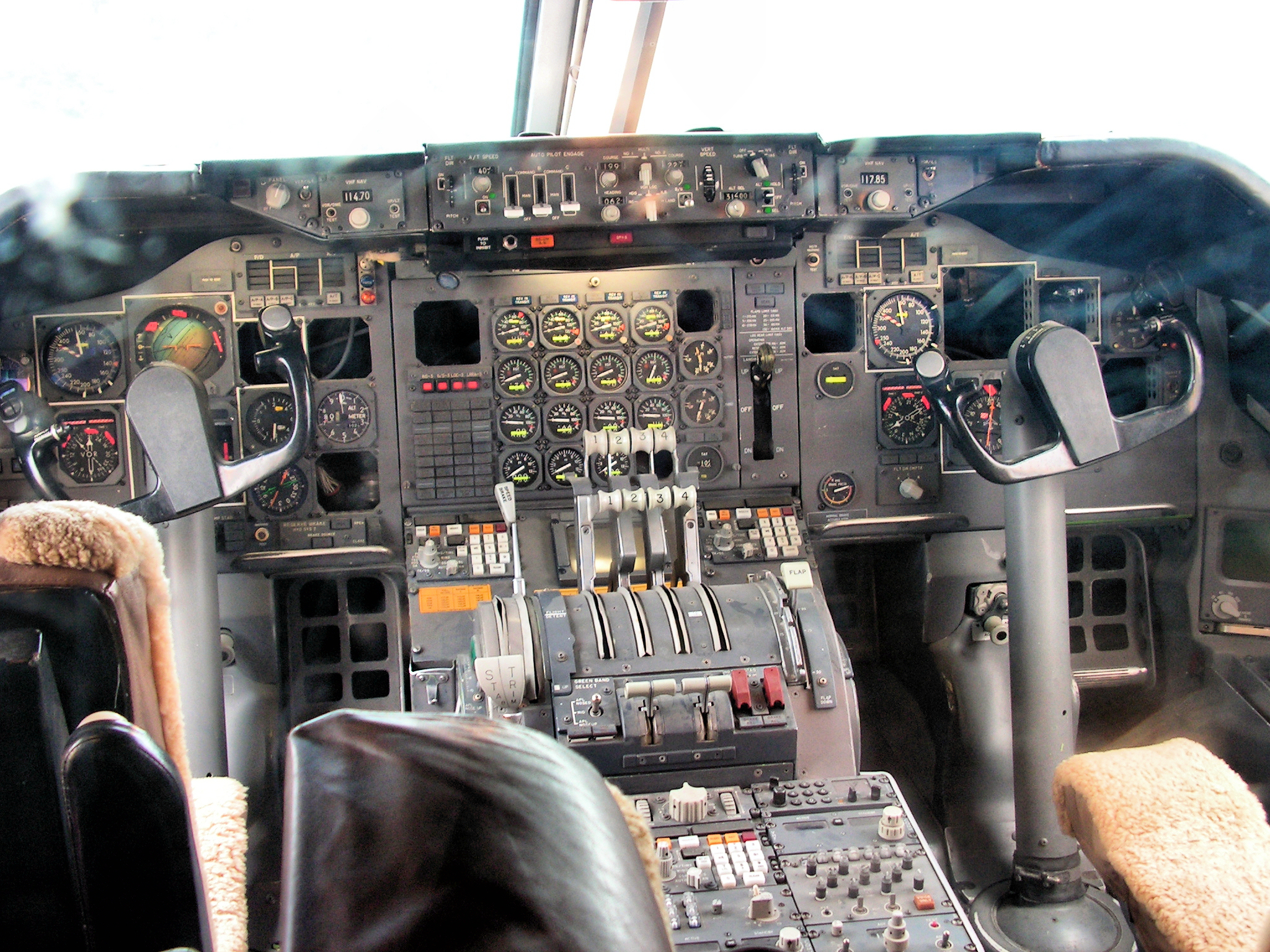
Một buồng lái 747 sản xuất đầu tiên, buồng lái được đặt trên sàn trên của máy bay

Cuối cùng thì thiết kế cánh cao của Boeing trên mẫu CX-HLS đã không được sử dụng cho 747, dù những công nghệ để phát triển dựa trên những cố gắng của họ có một ảnh hưởng nhất định. Thiết kế nguyên bản bao gồm một thân máy bay hai tầng với chiều dài đúng theo thiết kế, tầng dưới có 8 dãy ghế và 2 lối đi giữa các dãy ghế, tầng trên có 7 dãy ghế và 2 lối đi giữa các dãy ghế. Tuy nhiên, mối quan tâm đến việc giải tỏa tắc nghẽn trên các tuyến đường và khả năng mang hàng hóa hạn chế là nguyên nhân dẫn đến suy nghĩ ý tưởng này sẽ bị loại bỏ vào đầu năm 1966 vì những ưu tiên lớn hơn cho thiết kế máy bay một tầng có kích thước rộng hơn. Bởi vậy buồng lái đã được đặt trên một tầng trên ngắn hơn, vì vậy cửa chất và chuyển hàng hóa lên xuống máy bay có thể bao gồm cửa hình nón ở cả phần mũi nữa; thiết kế đặc trưng đã khiến 747 có thể dễ dàng nhận biết với một chỗ "lồi" ở phần đầu. Trong các kiểu đầu tiên, nó không được hiểu rõ ràng là những thứ có liên quan với vùng không gian nhỏ ở đằng sau buồng lái, và điều này lúc đầu theo lý thuyết như một khu vực "phòng khách" không có ghế ngồi cố định.
Một trong những công nghệ thiết yếu cho phép một máy bay lớn như 747 được hình thành là động cơ phản lực cánh đẩy (turbofan) tỷ lệ đường vòng lớn. Công nghệ động cơ được tính đến để có khả năng cung cấp công suất gấp 2 lần những động cơ tuabin phản lực (turbojet) ban đầu trong khi tiêu thụ nhiên liệu ít hơn 3 lần. General Electric đã mở đường cho khái niệm này nhưng hãng đã chuyên tâm vào phát triển động cơ cho C-5 Galaxy và loại động cơ này đã không được thương mại hóa cho đến tận sau này. Pratt & Whitney cũng nghiên cứu chế tạo trên cùng nguyên lý, và cuối năm 1966, các hãng Boeing, Pan-Am và Pratt & Whitney đã đồng ý phát triển một động cơ mới trang bị cho 747, có tên gọi là JT9D.

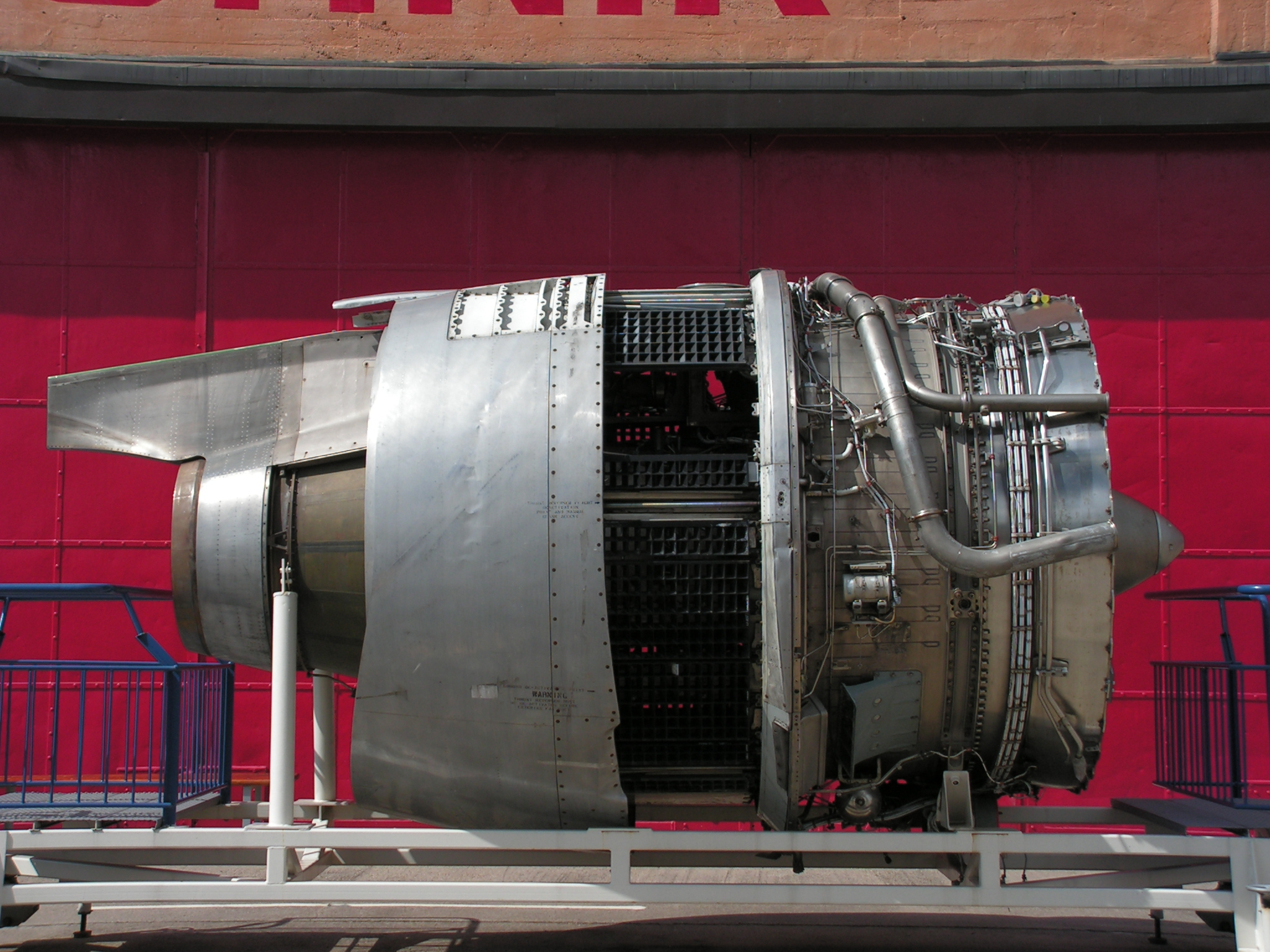
Động cơ của Boeing 747

Dự án được thiết kế với một phương pháp mới gọi là phân tích cây sai hỏng (fault tree analysis), cho phép nghiên cứu kỹ lưỡng những tác động của một lỗi hỏng hóc của một bộ phận đơn lẻ, nhằm xác định ảnh hưởng của nó đối với những hệ thống khác. Để chuyên tâm vào những mối quan tầm về an toàn và khả năng bay, thiết kế của 747 bao gồm việc dư thừa cấu trúc, những hệ thống thủy lực thừa, hệ thống bánh đáp tăng lên 4 lần và 2 hệ thống điều khiển bề mặt. Đồng thời, một số thiết bị nâng tiên tiến nhất được sử dụng trong công nghiệp cũng được áp dụng trong thiết kế mới, cho phép máy bay hoạt động tại những sân bay hiện có lúc đó. Những tấm nhỏ ở gờ trước của cánh máy bay được thiết kế chạy dọc theo chiều dài của cánh, cũng như những cánh tà có rãnh được chia làm 3 phần chạy dọc theo chiều dài cánh ở phía sau. Thiết kế cánh đặt dưới cho phép những cánh tà lấy được luồng khí dưới cánh, tăng những hiệu ứng mặt đất tới máy bay.
Boeing đồng ý giao chiếc 747 đầu tiên cho Pan Am vào cuối năm 1969. Ngày giao hàng tính từ sau ngày thiết kế máy bay là 28 tháng, khoảng thời gian này chỉ chiếm 2/3 quỹ thời gian bình thường từ khi thiết kế đến giao hàng chiếc máy bay đầu tiên đối với các loại máy bay khác. Vì chương trình nhanh như vậy nên những người làm việc trong dự án đã được đặt cho biệt danh là "The Incredibles" (Những người lạ thường). Việc phát triển máy bay như vậy là một thách thức kỹ thuật và tài chính, ban giám đốc dự án đã nói rằng "bet the company" (đánh cược công ty) khi họ bắt đầu dự án.

### Nhà máy sản xuất

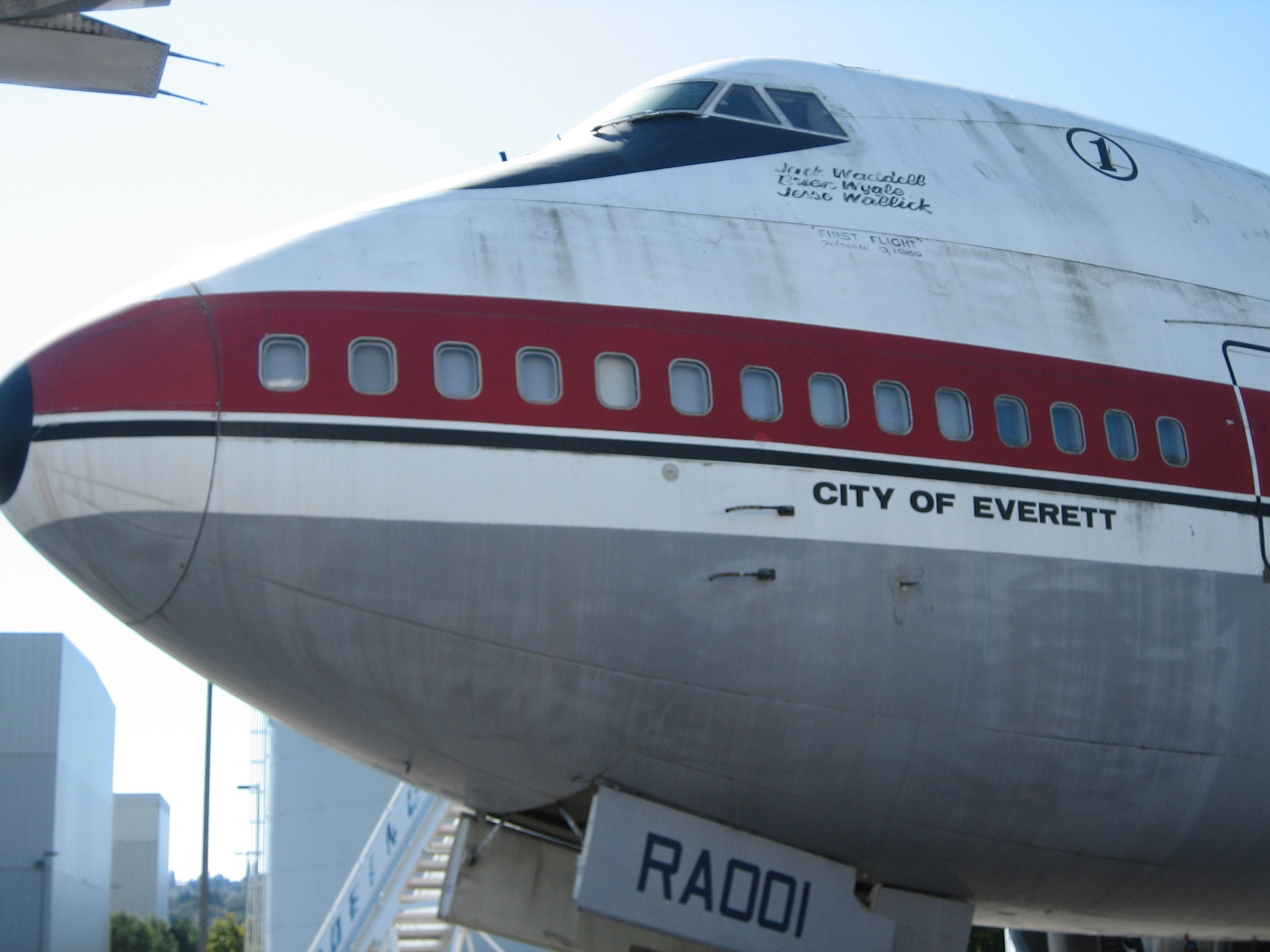
Nguyên mẫu 747, City of Everett, tại Bảo tàng máy bay ở Seattle, Washington

Vì Boeing không có một nhà máy nào đủ lớn để lắp ráp máy bay dân dụng khổng lồ, do đó họ lựa chọn giải pháp xây dựng một nhà máy mới. Boeing đã xem xét kỹ lưỡng các vị trí có thể đặt nhà máy mới ở 50 thành phố, và dần dần quyết định xây dựng nhà máy mới cách 30 dặm (48 km) về phía bắc Seattle trên một vị trí gần một căn cứ quân sự tại Paine Field gần Everett, Washington. Boeing đã mua một vùng đất rộng 780 mẫu Anh (316 hecta) vào tháng 6-1966.
Việc phát triển 747 là một thách thức chính đối với hãng Boeing, và việc xây dựng nhà máy lắp ráp cũng là một nhiệm vụ to lớn khác. Chủ tịch Boeing là William M. Allen đã hỏi Malcolm T. Stamper khi đó là người đứng đầu bộ phận tuabin của hãng, để giám sát việc xây dựng nhà máy Everett và để bắt đầu sản xuất 747. Để san ủi mặt bằng, hơn 3.1 triệu m³ đất đã được chuyển đi. Thời gian xây dựng rất ngắn khi mô hình có kích cỡ thật của 747 đã được chế tạo trước khi mái của nhà máy được hoàn thành. Nhà máy này là tòa nhà lớn nhất thế giới về thể tích từng được xây dựng vào lúc đó.

### Phát triển và thử nghiệm

Các tiếp viên hàng không mặc đồng phục đại diện cho toàn bộ 26 khách hàng đầu tiên của 747 trong lễ giới thiệu máy bay mới

Trước khi chiếc 747 đầu tiên được lắp ráp hoàn chỉnh, việc thử nghiệm đã bắt đầu đối với nhiều thành phần và hệ thống. Một thử nghiệm quan trọng là sơ tán hành khách khi máy bay bị nạn, người ta đã cần tới 560 tình nguyện viên ở trên cabin mô hình có kích thước thật của 747, sau đó thử nghiệm sơ tán qua những cầu trượt khẩn cấp thoát khỏi máy bay. Việc thử nghiệm sơ tán như thật đầu tiên mất 2 phút 30 giây thay vì tối đa 90 giây như yêu cầu bởi Cơ quan quản lý Hàng không Liên bang (FAA), vài người tình nguyện đã bị thương. Những thử nghiệm sơ tán tiếp theo đã đạt yêu cầu 90 giây nhưng khiến nhiều người bị thương hơn. Việc khó hiểu nhất là việc sơ tán từ tầng trên của máy bay; những hành khách tình nguyện thay vì việc sử dụng một máng trượt thông thường, khi thoát khỏi máy bay đã sử dụng một trang bị bảo hộ gắn liền với một ống cuộn.
Boeing đã xây dựng một thiết bị huấn luyện khác thường được biết đến như "Waddell's Wagon" (Máy bay của Waddell) (tên gọi của một phi công thử nghiệm 747 là Jack Waddell), thiết bị này gồm có một buồng lái mô hình như thật đặt trên mui của một xe tải. Trong khi những chiếc 747 đầu tiên đã được chế tạo, thiết bị cho phép các phi công thực hành những thao tác trượt từ một vị trí tầng trên đặt trên cao.
Vào ngày 30 tháng 9-1968, chiếc 747 đầu tiên đã được giới thiệu tại nhà máy lắp ráp Everett trước giới báo chí khắp thế giới và đại diện của 26 hãng hàng không trên thế giới đã đặt hàng chiếc máy bay.
Trong những tháng sau đó, những sự chuẩn bị được thực hiện cho chuyến bay đầu tiên sẽ diễn ra vào ngày 9 tháng 2-1969, với những phi công thử nghiệm điều khiển là Jack Waddell và Brien Wygle và Jess Wallick ở vị trí phụ trách máy móc. Dù có một vấn đề nhỏ với một trong số những cánh tà, chuyến bay thử nghiệm đầu tiên của 747 vẫn được xác nhận là có tính năng điều khiển rất tốt. Máy bay trong thời gian bay hầu như không bị hiện tượng "Dutch roll" (hiện tượng chao đảo hình cung), đây là một hiện tượng gây nguy hiểm chính đối với những máy bay phản lực cánh xuôi đầu tiên.
Trong thời gian diễn ra những giai đoạn sau đó của chương trình thử nghiệm bay, thử nghiệm rung khi bay chỉ ra rằng cánh phải chịu dao động dưới những điều kiện nhất định. Khó khăn này một phần được giải quyết bằng việc giảm độ cứng của một số thành phần trong cánh. Tuy nhiên, vấn đề máy bay rung khi bay ở tốc độ cao đã trở thành một vân đề đặc biệt nghiêm trọng, và vấn đề này chỉ được giải quyết bằng cách chèn thêm những vật đối trọng như các bao bì chứa uranium nghèo trong vỏ động cơ ở phía ngoài, phương pháp này được áp dụng trên những chiếc 747 đầu tiên. Biện pháp này đã gây ra mối lo khi máy bay bị rơi hay đâm vào nhau, chẳng hạn như Chuyến bay 358 của China Airlines tại Wanli, Đài Bắc năm 1991 và Chuyến bay 1862 của El Al tại Amsterdam năm 1992.

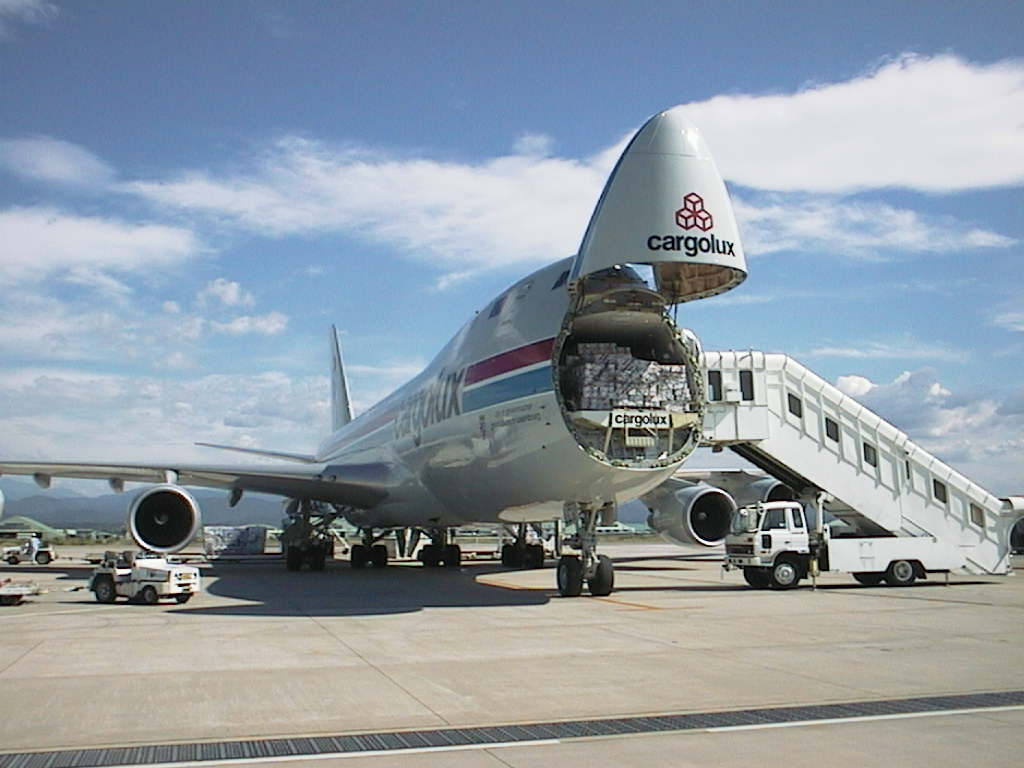
747-400F của hãng Cargolux với cửa chất dỡ hàng ở đằng trước

Chương trình thử nghiệm bay bị hạn chế bởi những vấn đề về động cơ JT9D của máy bay. Những khó khăn bao gồm việc động cơ chết máy, nguyên nhân là do sự chuyển động của van tiết lưu và sự biến dạng của vỏ bọc tuabin xảy ra rất nhanh sau một thời gian ngắn hoạt động. Những vấn đề này đã gây ra sự chậm trễ vài tháng trong việc giao hàng những chiếc 747 và 20 chiếc máy bay đã phải nằm chờ tại nhà máy Everett để đợi lắp đặt động cơ. Chương trình đã bị trì hoãn thêm khi một trong 5 chiếc máy bay thử nghiệm đã phải chịu thiệt hại nghiêm trọng trong khi đang cố gắng hạ cánh xuống sân bay Renton Municipal, nơi đặt nhà máy Renton của Boeing. Máy bay thử nghiệm đã bị loại bỏ các thiết bị kiểm tra và một cabin đã được lắp đặt khi phi công Ralph C. Cokely đã hạ cánh trên một đường băng ngắn và bộ bánh đáp đã bị cắt rời ra khỏi chiếc 747 sau sự cố trên. Tuy nhiên, những khó khăn này không cản trở Boeing mang một trong những máy bay thử nghiệm đến Triển lãm hàng không Paris lần thứ 28 vào giữa năm 1969, đây là lần đầu tiên chiếc 747 được xuất hiện trước công chúng. Chiếc 747 đã đạt được chứng chỉ bay của FAA (Cơ quan quản lý Hàng không Liên bang) vào tháng 12-1969, và chiếc máy bay mới đã sẵn sàng để đưa vào sử dụng chính thức trong các hãng hàng không.
Chi phí rất lớn của dự án phát triển 747 và việc xây dựng nhà máy Everett có nghĩa rằng Boeing đã phải vay mượn những khoản tiền rất lớn từ một nghiệp đoàn ngân hàng. Trong những tháng cuối cùng trước khi giao chiếc máy bay đầu tiên, công ty đã phải nhiều lần yêu cầu cấp vốn bổ sung để hoàn thành dự án. Nếu bị từ chối không cấp thêm vốn, sự tồn tại của Boeing sẽ bị đe dọa. Cuối cùng thì, canh bạc mạo hiểm của Boeing đã thành công, và Boeing đã giữ độc quyền trong sản xuất máy bay chở khách cỡ lớn trong nhiều năm liền.

### Đi vào hoạt động

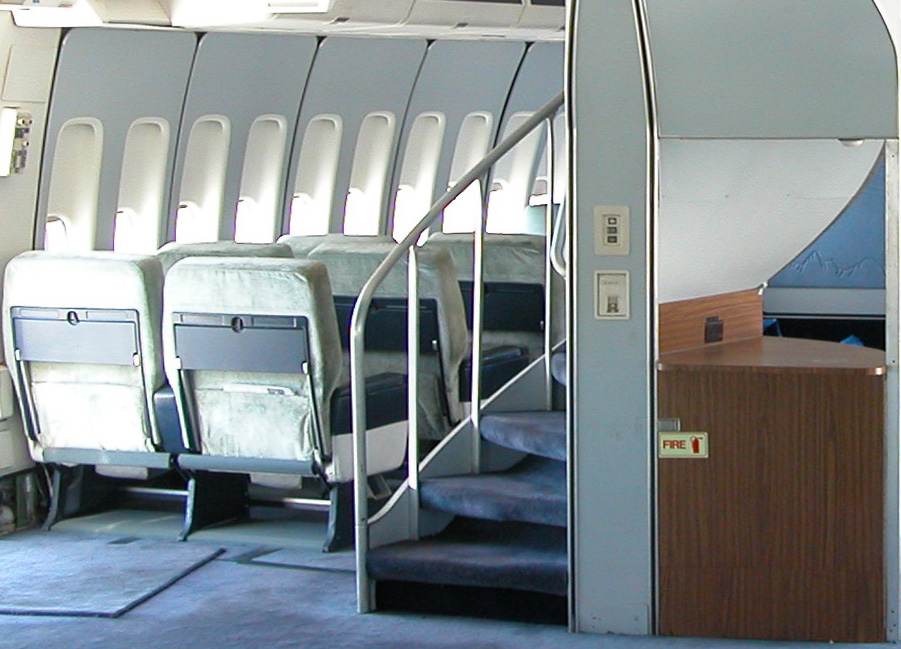
Trên phiên bản 747-100 và 747-200, cầu thang xoắn ốc là bộ phận chủ yếu nối tầng chính và tầng trên

Ngày 15 tháng 1-1970, Đệ Nhất Phu nhân Hoa Kỳ Pat Nixon đã làm lễ rửa tội cho chiếc 747 đầu tiên của Pan Am tại Sân bay quốc tế Dulles (sau này sân bay này đổi tên thành Sân bay quốc tế Washington Dulles) với sự có mặt của chủ tịch Pan Am là Najeeb Halaby. Thay vì rượu sâm banh, nước màu đỏ, trắng và xanh đã được phun lên máy bay. Chiếc 747 bắt đầu đi vào hoạt động chính thức vào ngày 22 tháng 1-1970, nó hoạt động trên tuyến đường bay New York–Luân Đôn của Pan Am; chuyến bay đầu tiên đã lên kế hoạch vào tối ngày 21 tháng 1, nhưng động cơ nóng quá mức cho phép khiến máy bay không thể sử dụng được. Việc tìm kiếm động cơ thay thế đã khiến chuyển bay bị trì hoãn muộn hơn 6 giờ vào ngày hôm sau.
Loại máy bay 747 đã có được một sự mở đầu đi vào hoạt động suôn sẻ, vượt qua những lo âu là một số sân bay không có khả năng tiếp nhận một máy bay cỡ lớn. Mặc dù những vấn đề kỹ thuật đã nảy sinh, họ đã giải quyết một cách tương đối nhanh chóng và gọn nhẹ. Sau khi đi vào hoạt động với Pan Am, các hãng hàng không khác từng đặt mua 747 để duy trì sự cạnh tranh lần lượt đưa những chiếc 747 của riêng mình vào hoạt động. Boeing đã ước tính rằng một nửa số lượng 747 đầu tiên bán cho các hãng hàng không sẽ hoạt động do khả năng bay đường dài hơn là khả năng trọng tải của nó. Nhưng dù 747 có thể có chi phí hoạt động đối với mỗi ghế thấp, điều này có thể chỉ đạt được khi máy bay chở tải toàn bộ như theo thiết kế; chi phí hoạt động trên mỗi ghế sẽ gia tăng nhanh chóng khi hiệu suất sử dụng ghế giảm xuống. Việc tiêu thụ nhiên liệu cho một chiếc 747 chuyên chở khoảng 70% số ghế sẽ sử dụng hơn 95% nhiên liệu so với một chiếc 747 chở đầy tải.
Khi những vấn đề kinh tế ở Hoa Kỳ và tại các quốc gia khác sau Khủng hoảng Dầu mỏ 1973 dẫn tới việc giảm lượng hành khách vận chuyển, một vài hãng hàng không nhận thấy họ không có đủ hành khách để cho chiếc 747 bay với chi phi kinh tế, và họ đã thay thế những chiếc 747 bằng những máy bay nhỏ hơn thân rộng vừa mới được giới thiệu, đó là kiểuMcDonnell Douglas DC-10 và Lockheed L-1011 TriStar  (và sau đó là những máy bay phản lực 2 động cơ 767 và A300). Để thu hút khách hàng, các hãng hàng không đã cố gắng thử thay thế những ghế ngồi trên những chiếc 747 thành những quầy bar piano, hãng American Airlines đã dần dần chuyển những chiếc 747 của họ thành máy bay chở hàng vào năm 1983 đã đổi đội bay 747 của mình cho Pan Am để lấy những máy bay nhỏ hơn; Hãng Delta Airlines cũng đã loại bỏ những chiếc 747 khỏi đội bay sau vài năm.
Những chuyến bay quốc tế bay trực tiếp bỏ qua những sân bay đầu mối truyền thống và hạ cánh xuống những thành phố nhỏ hơn đã trở nên phổ biến khắp nơi vào thập niên 1980, và điều này đã làm xói mòn thị trường ban đầu của 747. Tuy nhiên, nhiều hãng vận tải quốc tế vẫn tiếp tục sử dụng 747 trên các tuyến đường bay vượt Thái Bình Dương. Ở Nhật Bản, những chiếc 747 hoạt động trên các tuyến đường bay nội địa được cấu hình để chuyên chở lượng hành khách gần như toàn tải.
747 nhanh chóng có được uy tín và là một biểu tượng, nó đã xuất hiện trong những bộ phim khác nhau như loạt phim Airport về thảm họa hàng không, Không lực Một và Executive Decision.

### Những phát triển xa hơn

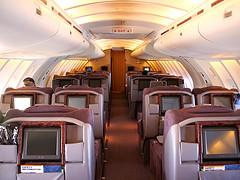
Kiểu 747 mới, được đề cao với một tầng trên kéo dài

Sau kiểu 747-100 ban đầu, Boeing đã phát triển phiên bản -100B có Trọng lượng Cất cánh Tối đa lớn hơn và phiên bản -100SR (tầm ngắn) có sức chứa hành khách lớn hơn. Tăng trọng lượng cất cánh tối đa (MTOW) có thể cho phép một máy bay mang nhiều nhiên liệu hơn và có tầm bay xa hơn. Kiểu -200 được phát triển sau đó và bắt đầu hoạt động chính thức năm 1971. Kiểu -200 có động cơ mạnh hơn và trọng lượng cất cánh lớn hơn. Các phiên bản chở khách, chuyên chở hàng và kết hợp chở khách-hàng hóa cũng được sản xuất. 747SP ngắn hơn (hiệu suất đặc biệt) với một tầm bay dài hơn cũng được phát triển vào giữa thập niên 1970.
Dòng máy bay 747 đã được phát triển xa hơn với việc xuất xưởng 747-300 vào năm 1980. Phiên bản -300 là kết quả từ sự nghiên cứu của Boeing để tăng số ghế của 747. Những giải pháp như chốt thân máy bay và mở rộng tầng trên ở toàn bộ chiều dài thân máy bay đã bị loại bỏ. Tên gọi ban đầu của -300 là 747SUD ("stretched upper deck" - tầng trên kéo dài) tiếp theo là 747-200 SUD, sau đó là 747EUD, trước khi tên gọi 747-300 được sử dụng. Kiểu 300 được sản xuất lần đầu vào năm 1983. Nó bao gồm một tầng trên kéo dài (SUD), tăng tốc độ hành trình và tăng số ghế. Phiên bản chở khách, tầm gần và kết hợp chở khách-hàng hóa cũng được chế tạo.
Năm 1985, công việc phát triển phiên bản 747-400 tầm xa bắt đầu. Phiên bản mới có một buồng lái kính mới, cho phép tăng tổ lái từ 3 phi công giảm xuống còn 2. Chi phí phát triển lớn, và những trì hoãn sản xuất đã xảy ra khi những hàng không đòi hỏi công nghệ mới phải được hợp nhất vào mẫu máy bay mới. Lực lượng lao động thiếu kinh nghiệm và những vấn đề sản xuất khác đã xuất hiện khi Boeing chế tạo 747-400. -400 bắt đầu đi vào hoạt động vào năm 1989.

So sánh kích cỡ của 5 máy bay lớn nhất thế giới: Spruce Goose, Antonov An-225, Airbus A380 và 747-8

Từ khi 747-400 hoạt động, vài kế hoạch kéo dài cho 747 đã được đề xuất. Boeing đã giới thiệu thiết kế 747-500X và -600X vào năm 1996. Những phiên bản mới có chi phí hơn 5 tỷ USD để phát triển, và mối quan tâm không đủ để chương trình có thể bắt đầu. Boeing đưa ra giới thiệu kiểu 747X và 747X kéo dài khiêm nhường hơn vào năm 2000 như một câu trả lời tới kiểu A3XX của đối thủ Airbus. Tuy nhiên, dòng 747X không có khả năng thu hút đủ sự quan tâm để đi vào sản xuất. Boeing đã chuyển từ nghiên cứu 747X sang theo đuổi Sonic Cruiser vào năm 2001 và sau chương trình Sonic Cruiser là Boeing 787. Vài ý tưởng được phát triển cho 747X sẽ được sử dụng trên 747-400ER. Sau khi vài phương án được đề xướng và sau đó bị hủy bỏ, một số người theo dõi ngành công nghiệp đã tỏ ra hoài nghi về đề xuất máy bay mới từ Boeing. Tuy nhiên, vào đầu năm 2004, Boeing đã công bố những kế hoạch thử cho 747 Advanced, kiểu máy bay đang dần được thông qua. Tương tự bản chất với 747-X, 747 Advanced kéo dài thân sử dụng công nghệ từ 787 để hiện đại hóa thiết kế và những hệ thống của nó.
Ngày 14 tháng 11-2005, Boeing công bố xuất xưởng 747 Advanced với tên gọi Boeing 747-8.
747 đã bị Airbus A380 chiếm danh hiệu máy bay chở khách lớn nhất đang hoạt động, khi Airbus A380 bắt đầu hoạt động trong các hãng hàng không vào năm 2007. Năm 1991, một kỷ lục đã được thiết lập khi 1.087 hành khách đã được một chiếc 747 chở đến Israel như một phần trong Chiến dịch Solomon.
747 từng là máy bay dân dụng nặng nhất hoạt động thường xuyên, cho đến khi loại máy bay Antonov An-124 Ruslan đi vào hoạt động năm 1982. Kiểu 747-400ER đã chiếm lại danh hiệu này vào năm 2000. Máy bay vận tải hàng hóa Antonov An-225 vẫn tiếp tục chiếm ngôi vị là máy bay có kích thước lớn nhất thế giới (bao gồm trọng lượng cất cánh tối đa và chiều dài). Loại Hughes H-4 Hercules là máy bay có sải cánh lớn nhất thế giới, nhưng nó chỉ bay một lần. Chỉ có 2 chiếc An-225 đã được chế tạo, trong khi loại máy bay 747 và A380 đã được sản xuất hàng loạt.
Một số máy bay 747 được chuyển đổi để hoạt động trong những mục đích đặc biệt. Một chiếc 747-100 do General Electric sở hữu được sử dụng như một phòng thí nghiệm về động cơ của họ loại động cơ General Electric GEnx đã được thử nghiệm trên chiếc 747 này. Một nguyên mẫu chữa cháy đã được chế tạo bởi Evergreen International. Dần dần, 747 có thể được thay thế bởi một thiết kế có tên "Y3".

## Thiết kế

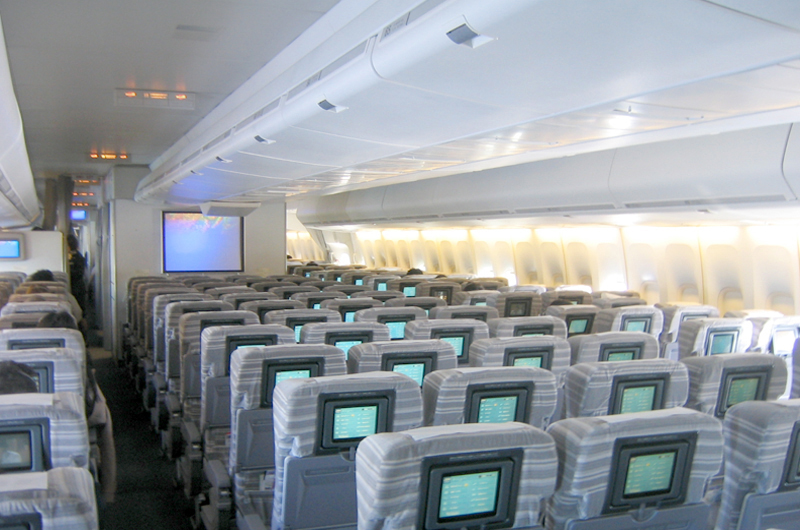
Tầng chính của Boeing 747 trong hạng economy, các dãy ghế được bố trí theo sơ đồ 3-4-3

Boeing 747 là một máy bay dân dụng cỡ lớn, thân rộng với 4 động cơ được đặt ở cánh. Cánh có góc xuôi sau lớn là 37.5° nhằm tăng tốc độ và hiệu quả khi bay ở vận tốc hành trình Mach 0.84 đến 0.88, phụ thuộc vào từng phiên bản. Cánh xuôi sau cũng cho phép 747 sử dụng những nhà để máy bay hiện có. Số ghế ngồi là hơn 366 ghế khi sắp xếp theo sơ đồ 3-4-3 (gồm 3 dãy ghế, 2 dãy ngoài mỗi hàng có 3 ghế và dãy giữa mỗi hàng có 4 ghế, xen vào giữa 3 dãy là 2 lối đi) ở khoang hạng economy và theo sơ đồ 2-3-2 ở khoang hạng nhất trên tầng chính của máy bay. Tầng trên có số ghế bố trí theo sơ đồ 3-3 ở khoang hạng economy và 2-2 ở khoang hạng nhất.
Buồng lái của 747 tạo thành một cái "bướu" do nằm phía trên tầng chính. Buồng lái nhô cao cho phép máy bay có thể chất dỡ hàng hóa từ phía trước ở các phiên bản chuyên chở hàng hóa. Tầng trên phía sau buồng lái tạo không gian cho một phòng khách hay ghế bổ sung. "Tầng trên kéo dài" đã trở thành một tùy chọn trên phiên bản 747-100B và sau đó được coi như một tiêu chuẩn trên phiên bản 747-300.
Trọng lượng cất cánh tối đa của 747 trong khoảng từ 735.000 pound (333.400 kg) đối với phiên bản 747-100 lên 970.000 lb (439.985 kg) cho phiên bản 747-8. Tầm bay tăng từ 5.300 hải lý (6.100 dặm, 9.800 km) đối với 747-100 lên 8.000 hải lý (9.200 dặm, 14.815 km) đối với 747-8I.

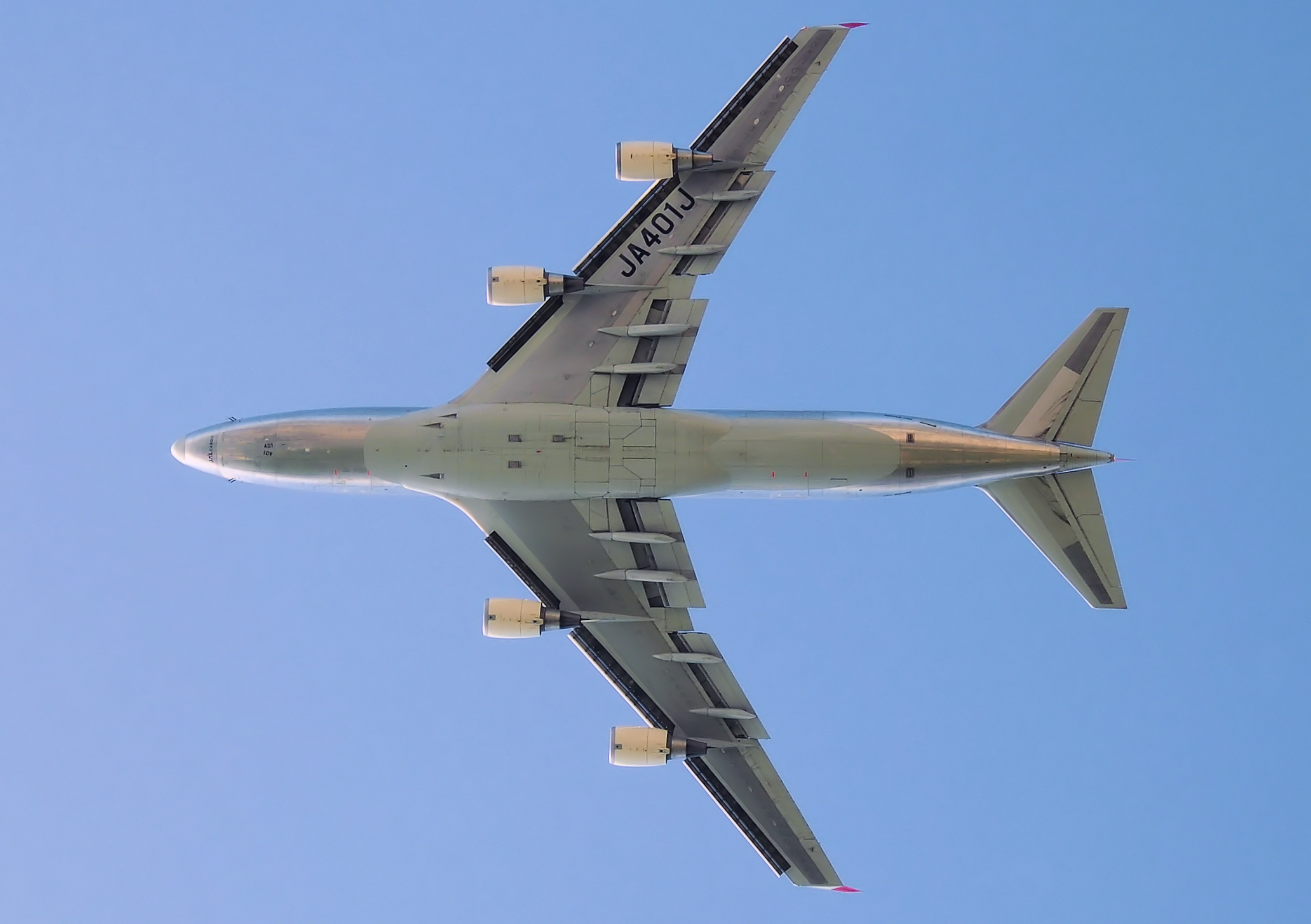
Boeing 747-400 của hãng JALCargo

747 có nhiều cấu trúc phải tăng thêm số lượng bao gồm 4 hệ thống thủy lực và 4 bộ bánh đáp gồm có 16 lốp, điều này giúp máy bay tăng bề mặt bám đường và sự an toàn trong trường hợp có lốp bị nổ. Hộp số chính cũng được tăng số, điều này ngăn máy bay hạ cánh sử dụng bộ phận hạ cánh nếu phi công không thực hiện đủ thao tác, khi thực hiện đủ thao tác thì máy bay mới có thể hạ cánh. Ngoài ra, 747 còn có hệ thống điều khiển bề mặt kép và những cánh tà có rãnh xẻ được chia làm 3 có cấu trúc tinh vi, những cánh tà này giúp máy bay giảm tốc độ khi hạ cánh và cho phép máy bay sử dụng những đường băng có độ dài tiêu chuẩn. Những chiếc 747 đời đầu còn mang theo cả những động cơ dự phòng, những động cơ này được bố trí đặt ở giữa khoang chức năng động cơ và thân máy bay.

## Các biến thể
747-100 là biến thể đầu tiên được giới thiệu vào năm 1966. 747-200 cũng nhanh chóng được giới thiệu ngay sau đó và có đơn đặt hàng đầu tiên vào năm 1968. 747-300 được giới thiệu năm 1980, năm 1985 là 747-400. Cuối cùng là 747-8 được công bố vào năm 2005. Vài phiên bản của mỗi biến thể đã được sản xuất. Nhiều biến thể vẫn đang được sản xuất đồng thời.

### 747-100

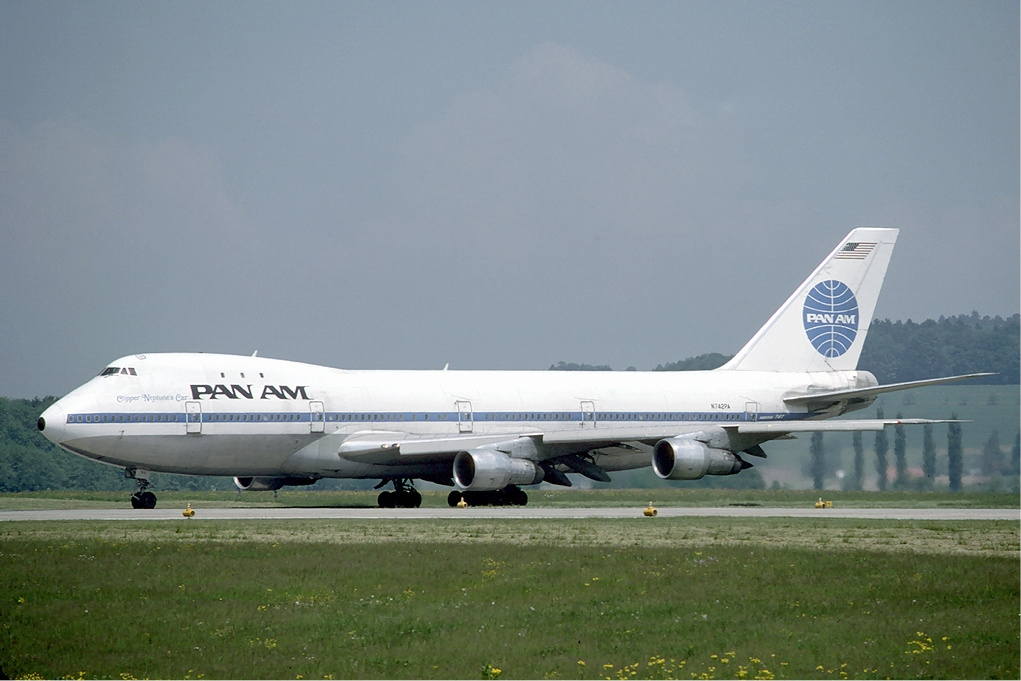
747-100 của hãng Pan Am (Mỹ)

Những chiếc 747-100 đầu tiên được chế tạo với 6 cửa sổ ở tầng trên (mỗi bên có 3 cửa sổ) dành cho khu vực phòng nghỉ ngơi ở tầng trên. Sau đó, khi các hãng hàng không bắt đầu sử dụng tầng trên làm khoang dành cho hành khách thượng hạng thay vì phòng nghỉ ngơi, Boeing đã đưa ra thiết kế tầng trên có 10 cửa sổ như một tùy chọn. Một số chiếc -100 đã được tái trang bị theo cấu hình mới này.
Phiên bản 747-100B là một phiên bản có thiết kế khung máy bay và bộ bánh đáp được gia cố cũng như tăng trọng lượng cất cánh tối đa (MTOW) lên 750.000 lb (340.000 kg). 747-100B chỉ được giao cho hãng Iran Air và Saudia (hiện nay là Saudi Arabian Airlines). Những kiểu động cơ tùy chọn đã được các hãng đưa ra bao gồm Rolls-Royce (RB211) và GE (CF6), nhưng chỉ có Saudia đặt mua tùy chọn của Rolls-Royce.
Boeing không phát triển phiên bản chuyên chở hàng hóa cho kiểu này. Tuy nhiên, những chiếc 747-100 sau này đã được chuyển đổi thành chuyên chở hàng hóa. Tổng cộng có 250 chiếc -100 (mọi phiên bản, bao gồm cả 747SP) được chế tạo; chiếc cuối cùng được giao vào năm 1986. Trong tổng số 250 chiếc được chế tạo có 167 chiếc 747-100, 45 chiếc 747SP, 29 chiếc 747SR và 9 chiếc 747-100B.

#### 747-100SR

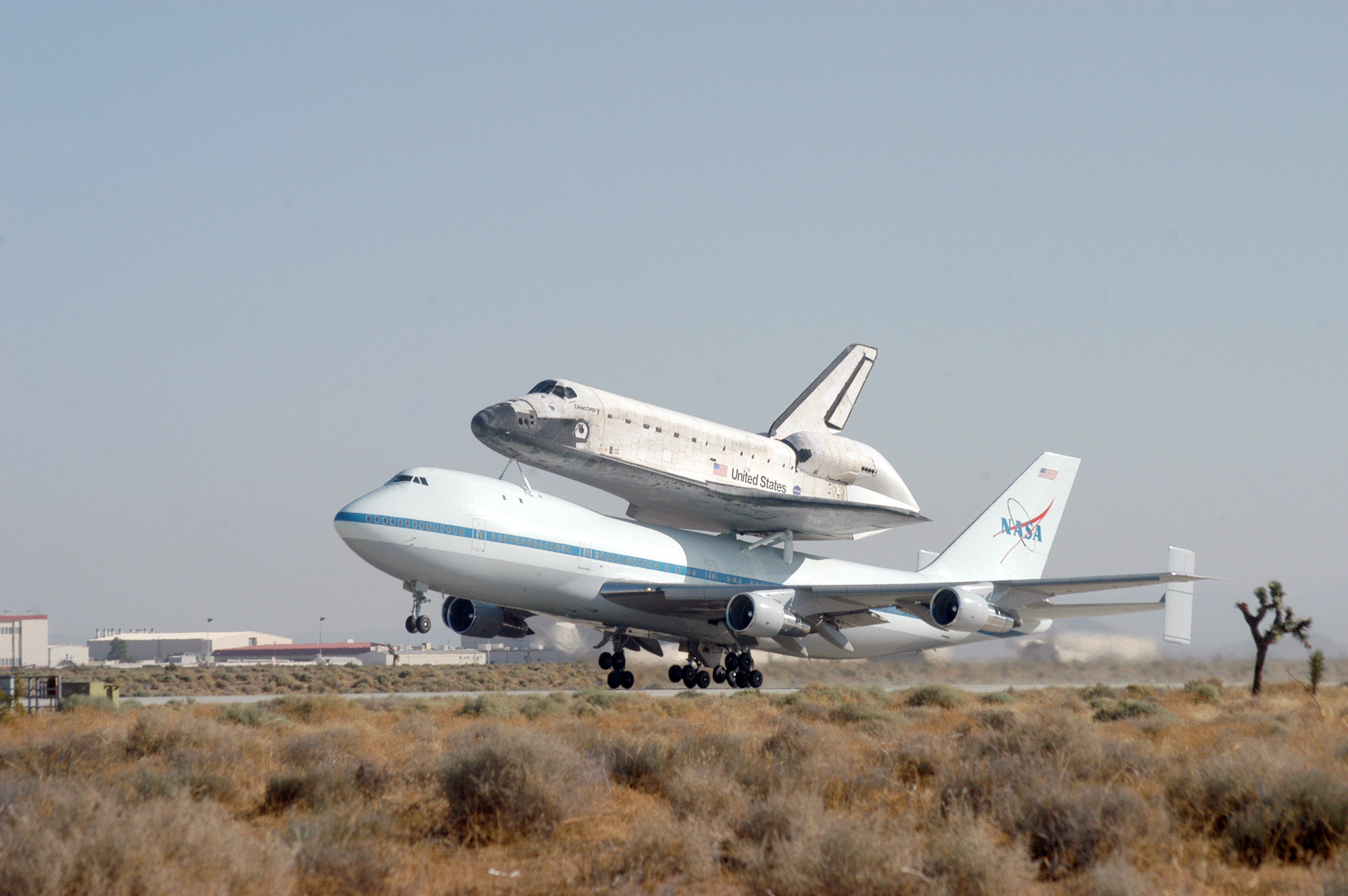
Một chiếc Shuttle Carrier Aircraft, đây là chiếc 747-100SR sửa đổi

Để đáp ứng những yêu cầu từ các hãng hàng không Nhật Bản, Boeing đã phát triển 747-100SR như một phiên bản "tầm gần" của biến thể 747-100. SR có sức chứa nhiên liệu ít hơn nhưng chở được nhiều hành khách hơn, lên tới 498 hành khách đối với những phiên bản ban đầu và 550 đối với những phiên bản sau này, do tăng số ghế ở khoang hạng du lịch. Đặc biệt, SR có cấu trúc hỗ trợ tăng cường ở cánh, thân, và bộ bánh đáp cùng với sức chứa nhiên liệu được giảm bớt 20%. 747SR phải sửa đổi lại cấu trúc thân để chịu đựng được áp lực tăng lên do số lần hạ cánh và cất cánh lớn. -100SR bắt đầu hoạt động chính thức ở hãng Japan Airlines (lúc đó là Japan Air Lines) vào ngày 7 tháng 10-1973. Sau này, những phiên bản tầm gần của -100B và -300 cũng được phát triển. Máy bay SR được sử dụng chủ yếu trên những tuyến bay nội địa ở Nhật Bản.
2 chiếc 747-100B/SR đã được giao cho Japan Airlines (JAL) với một tầng trên kéo dài để cung cấp chỗ cho nhiều khách hơn. Sự sửa đổi này được biết đến như "SUD" (stretched upper deck - tầng trên kéo dài).
Hãng hàng không All Nippon Airways (ANA) đã vận hành những chiếc 747SR trên những tuyến bay nội địa ở Nhật Bản với sức chứa mỗi chiếc từ 455 đến 456 ghế, nhưng chúng đã ngừng hoạt động, chiếc cuối cùng ngừng hoạt động vào ngày 10 tháng 3-2006. JAL vận hành biến thể 747-100B/SR/SUD với 563 ghế trên tuyến bay nội địa, và ngừng sử dụng những máy bay này vào quý ba năm 2006. JAL và JALways đã vận hành những chiếc -300SR trên tuyến bay nội địa vào thời gian rỗi và trên các tuyến bay đến các nơi khác ở Châu Á.

### 747-100B

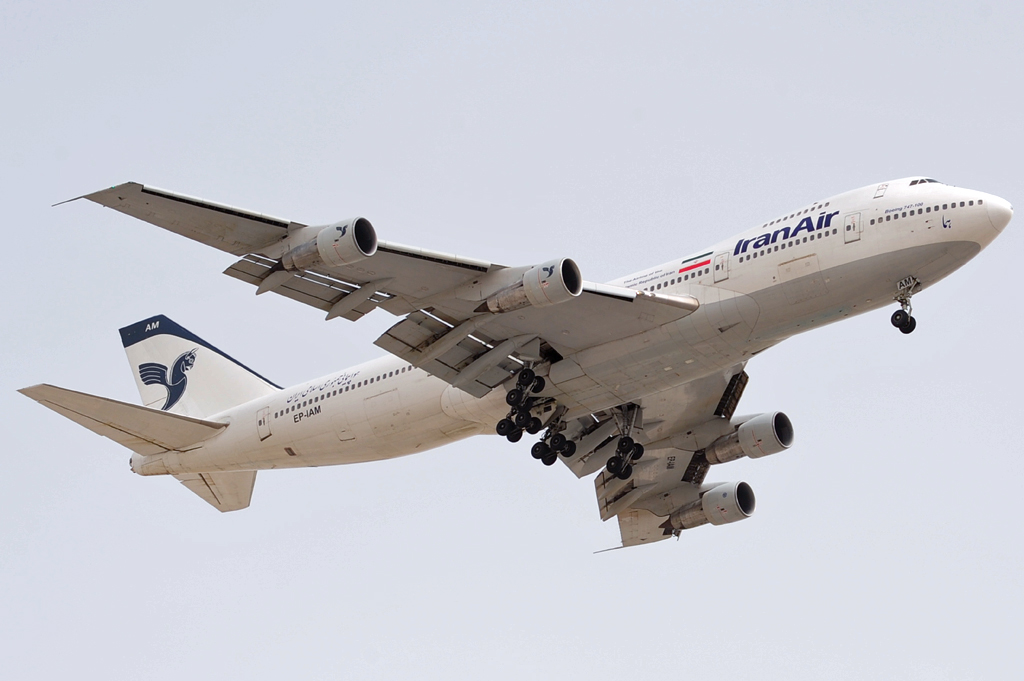
747-100B của Iran Air ngày 24 tháng 2 năm 2012

747-100B được phát triển từ -100SR, sử dụng thiết kế khung máy bay và thiết bị hạ cánh mạnh mẽ hơn. Loại này có công suất nhiên liệu tăng thêm 48.070 gal Mỹ cho phép phạm vi hoạt động 5.000 hải lý (9.300 km; 5.800 dặm) với trọng tải 452 hành khách thông thường và tăng MTOW 750.000 lb (340.000 kg). Đơn đặt hàng -100B đầu tiên, một máy bay cho Iran Air, được công bố vào ngày 1 tháng 6 năm 1978. Máy bay này bay lần đầu tiên vào ngày 20 tháng 6 năm 1979, nhận được chứng nhận FAA vào ngày 1 tháng 8 năm 1979 và được giao vào ngày hôm sau. 9 -100B đã được chế tạo, 1 cho Iran Air và 8 cho Saudi Arabian Airlines. Không giống như -100 ban đầu, -100B được cung cấp với các động cơ Pratt & Whitney JT9D-7A, General Electric CF6-50 hoặc Rolls-Royce RB211-524. Tuy nhiên, chỉ có động cơ RB211-524 (Saudia) và JT9D-7A (Iran Air) được đặt hàng. 747-100B, EP-IAM cuối cùng đã được Iran Air nghỉ hưu vào năm 2014, nhà khai thác thương mại cuối cùng của 747-100 và -100B.

### 747SP

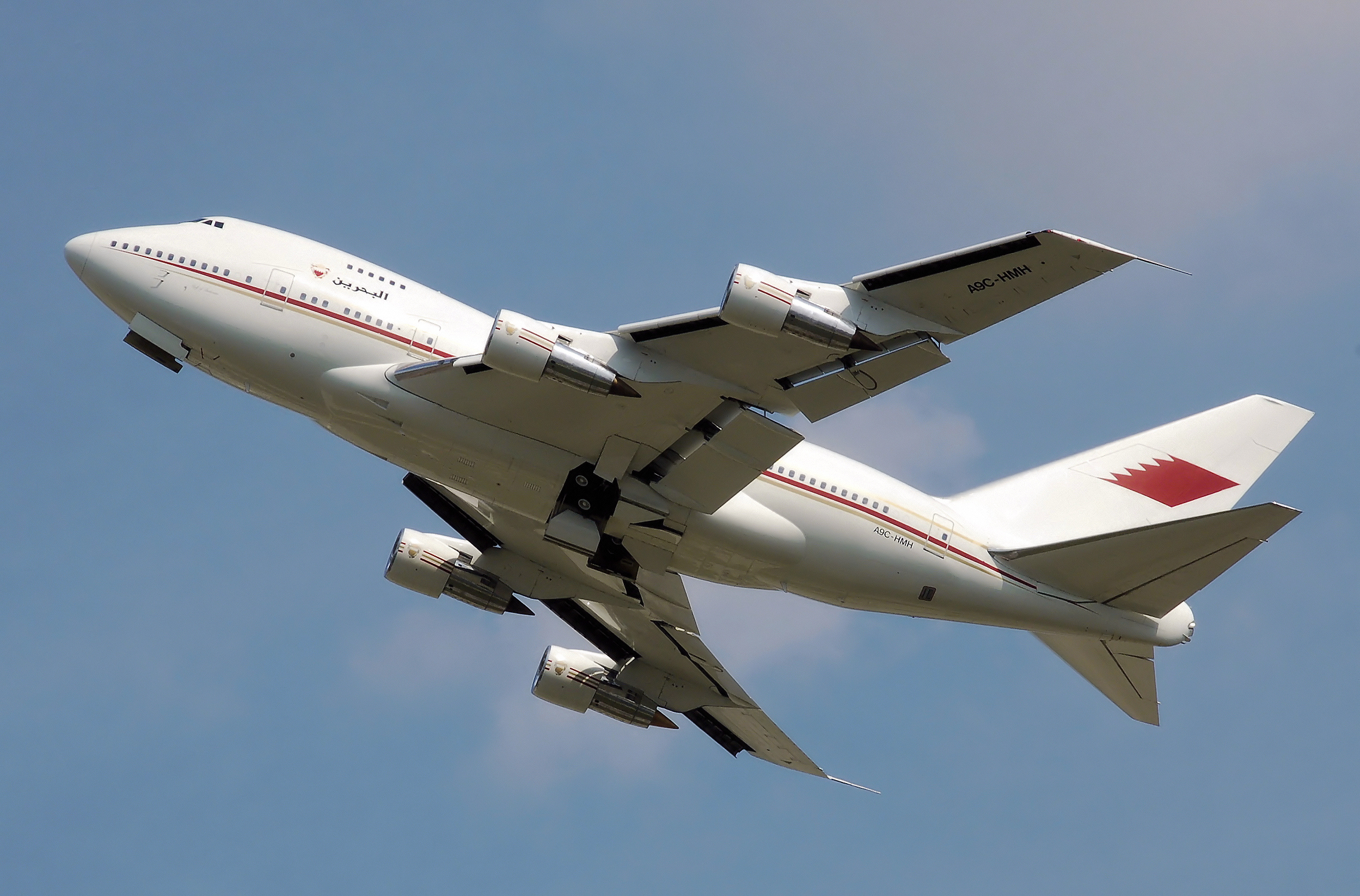
Bahrain Royal Flight Boeing 747SP đang bay lên.

747SP ngắn hơn 48 feet 4 in (14.7 m) so với 747-100. Ngoại trừ 747-8, SP chỉ có phần thân của 747 đã được sửa chiều dài. Những bộ phận thân ở phía trước và ở đuôi của cánh đã bị loại bỏ, và bộ phận thân ở giữa được thiết kế lại. Cánh tà có rãnh đơn đã được thay thế bởi nhóm 3 cánh tà Fowler có rãnh từ biến thể 747-100. "Ca nô" ở dưới cánh, là nơi đặt cơ cấu vận hành cánh tà trên những chiếc 747 tiêu chuẩn, bị loại bỏ hoàn toàn trên biến thể 747SP. 747SP khi đem so sánh với những biến thể trước đó, thì SP có phần thân ở cuối đuôi thon hơn, bánh lái có hai khớp nối, cánh đuôi đứng và cánh đuôi ngang dài hơn.
Boeing 747SP đã được công nhận đạt một chứng chỉ phụ vào ngày 4 tháng 2-1976 và bắt đầu đi vào hoạt động ở hãng Pan American World Airways (PAN AM) cùng năm. Máy bay được chọn lựa bởi những hãng hàng không muốn hoạt động ở những sân bay chính với đường băng ngắn.
Tổng cộng có 45 chiếc 747SP được chế tạo. Chiếc 747SP thứ 44 được giao vào ngày 30 tháng 8-1982. Boeing đã mở lại dây chuyền sản xuất 747SP để chế tạo một chiếc 747SP cuối cùng 5 năm sau đó vào năm 1987, đơn đặt hàng từ chính phủ Các Tiểu vương quốc Ả Rập Thống nhất. Tính đến tháng 8-2007, 17 chiếc Boeing 747SP vẫn đang hoạt động trong các hãng hàng không bao gồm Iran Air (3), Saudi Arabian Airlines (1), Syrian Arab Airlines (2) và thuộc chính phủ. Dryden Flight Research Center (Trung tâm nghiên cứu bay Dryden) của NASA có một chiếc SP sửa đổi cho hoạt động thử nghiệm SOFIA.

### 747-200
747-200 có động cơ mạnh hơn, trọng lượng cất cánh tối đa (MTOW) và tầm bay lớn hơn so với 747-100. Một vài chiếc -200 đầu tiên giữ lại cấu hình 3 cửa sổ ở mỗi bên của biến thể -100 ở tầng phía trên, nhưng những chiếc chế tạo sau này lại có cấu hình 10 cửa sổ ở mỗi bên.

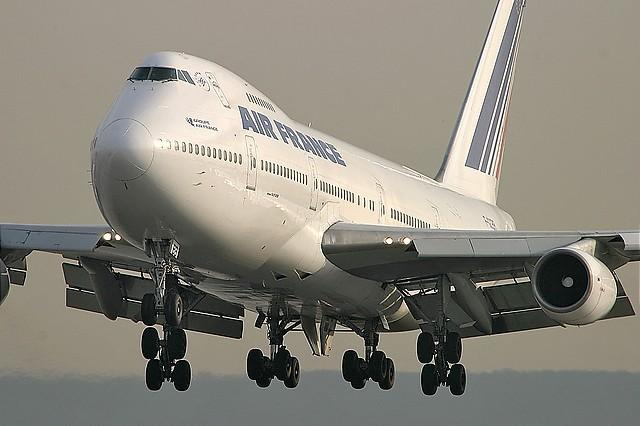
Air France 747-200 đang hạ cánh

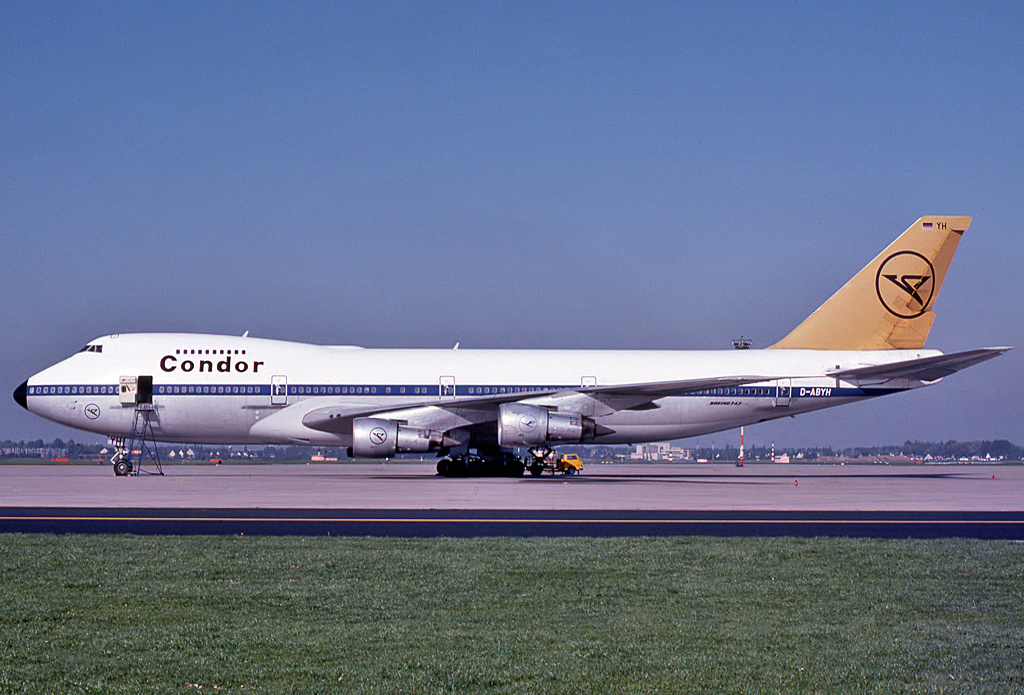
747-200B của Condor tại sân bay Düsseldorf ngày 7 tháng 10 năm 1976. Chiếc máy bay có liên quan đến Chuyến bay 007 của Korean Air Lines năm 1983

Vài phiên bản thêm của -200 đã được sản xuất. Phiên bản 747-200B là một phiên bản cải tiến của 747-200, nó có sức chứa nhiên liệu lớn hơn và động cơ mạnh hơn; bắt đầu hoạt động vào tháng 2-1971. Máy bay -200B có tầm bay khi trọng tải đầy đạt khoảng 6.857 hải lý (12.700 km). Phiên bản 747-200F là một phiên bản chuyên chở hàng hóa của biến thể -200. Cửa để chất tải hàng ở một bên thân có thể có hoặc không trên -200F. Sức chứa của nó là 105 tấn Anh (95.3 tấn) và trọng lượng cất cánh tối đa lên đến 833.000 lb (378.000 kg). Nó bắt đầu hoạt động lần đầu vào năm 1972 với hãng Lufthansa. Phiên bản 747-200C Convertible là một phiên bản có thể chuyển đổi giữa chuyên chở khách và chuyên chở hàng hoặc sử dụng trong cấu hình kết hợp. Những chiếc ghế có thể được rờ đi, và kiểu này có cửa hàng hóa ở phần mũi. -200C có thể có một cửa hàng hóa bên cạnh tùy chọn ở tầng chính.
747-200M là một phiên bản kết hợp, nó có một cửa hàng hóa ở một bên thân trên tầng chính và có thể chở hàng ở khu vực phía sau của tầng chính. Một vách ngăn có thể dời đi trên tầng chính nhằm phân chia khu vực hàng hóa ở phía sau với khu vực của khách ở phía trước. Kiểu này có thể mang 238 hành khách khi bố trí ghế ở 3 hạng nếu hàng hóa được mang trên tầng chính. Kiểu này cũng được biết đến với tên gọi 747-200 Combi. Cũng như đối với biến thể 747-100, sửa đổi tầng trên kéo dài (SUD) cũng được đưa ra như một tùy chọn cho các khách hàng tùy chọn sau này. Tổng cộng có 10 chiếc 747-200 được chuyển đổi đang được vận hành bởi KLM. UTA French Airlines cũng có 2 chiếc trong số những máy bay 747 của mình được chuyển đổi.
Tổng cộng có 393 chiếc -200 thuộc mọi phiên bản được chế tạo khi dây chuyền sản xuất đóng cửa năm 1991. Trong đó có 225 chiếc 747-200, 73 chiếc 747-200F, 13 chiếc 747-200C, 78 chiếc 747-200M, và 4 chiếc thuộc quân đội.
Nhiều chiếc 747-200 hiện vẫn đang hoạt động, dù đa số những hãng hàng không lớn đã ngừng sử dụng chúng và bán chúng cho các hãng hàng không nhỏ hơn. Nhiều hãng hàng không lớn đã đẩy tiến độ ngừng hoạt động những chiếc 747-200 sau Sự kiện 11 tháng 9, một số chiếc thì được sử dụng để chuyên chở hàng hóa.

### 747-300

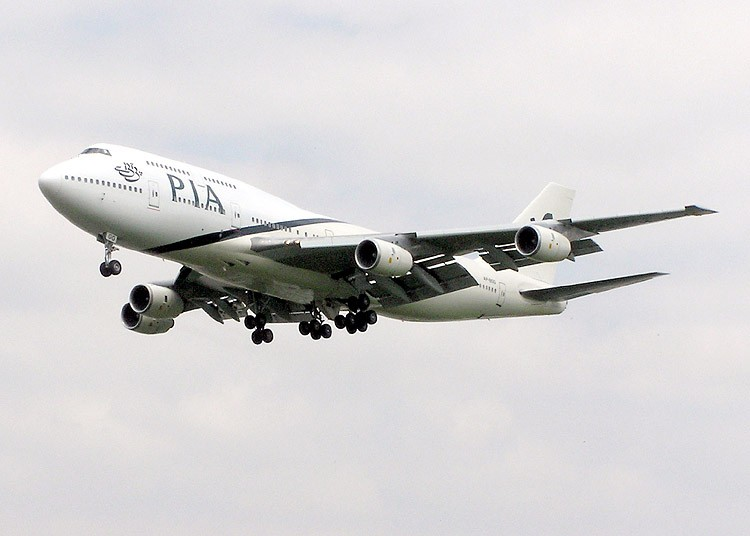
747-300 của hãng Pakistan International Airlines (PIA) tại Sân bay London Heathrow

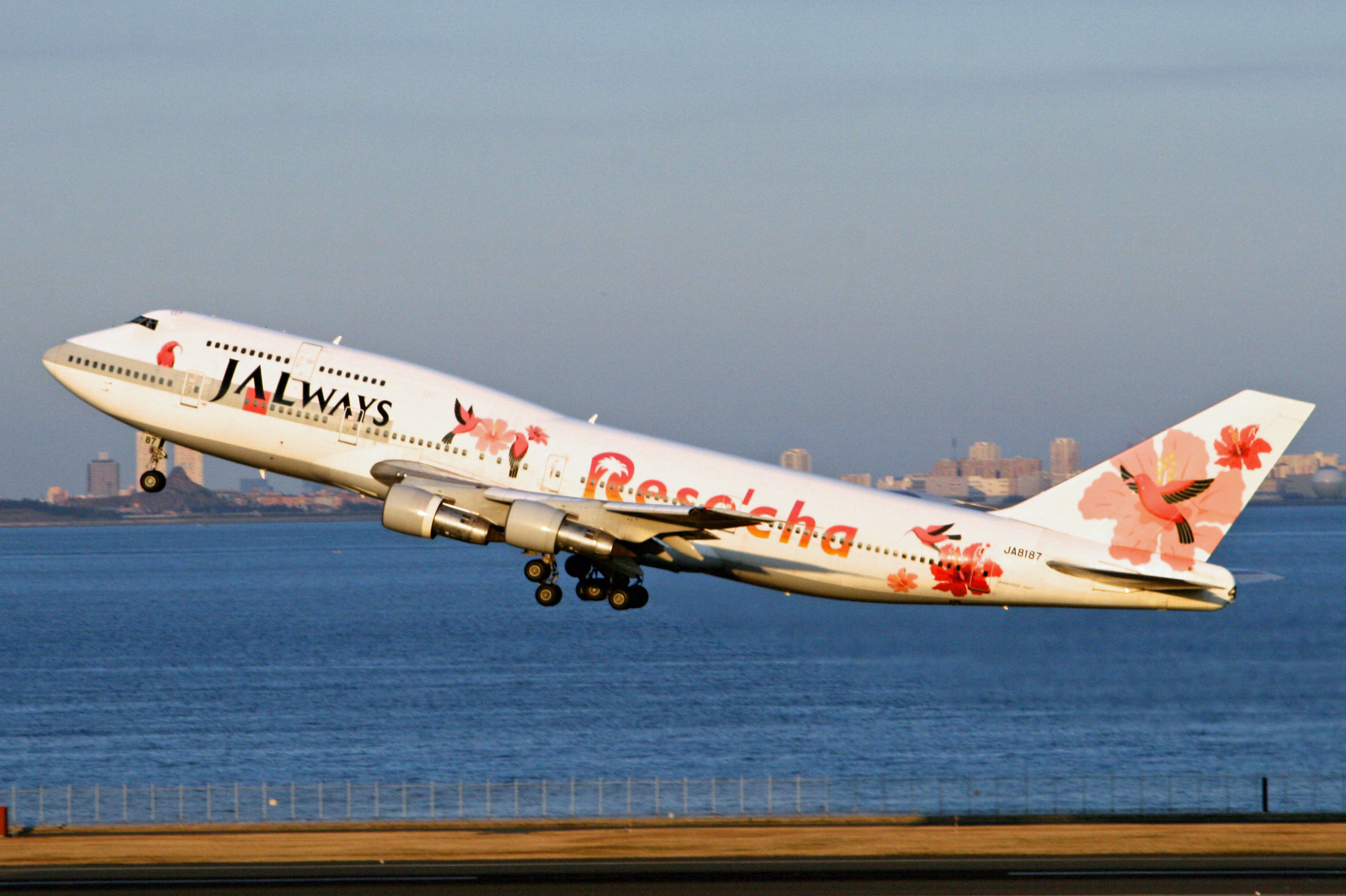
747-300 của JALways tại sân bay Osaka-Kansai

Sự khác biệt dễ nhận thấy nhất giữa 747-300 và những kiểu trước đó là tầng trên kéo dài với 2 cửa thoát hiểm khẩn cấp mới và một khu vực dành cho thành viên phi hành đoàn nghỉ ngơi ở ngay sau buồng lái, khu vực này được coi như một tiêu chuẩn tùy chọn (tầng trên kéo dài trước đây được đưa ra như một trang bị bổ sung và xuất hiện lần đầu trên 2 chiếc 747-100SP của Nhật Bản ). Khi so sánh với 747-200, tầng trên dài hơn của 747-300 dài hơn 23 feet 4 in (7,11 m). Một cầu thang thẳng mới lên tầng trên thay thế cho cầu thang xoắn ốc là điểm khác biệt giữa -300 và các biến thể trước đó. Cầu thang tạo nên phòng ở dưới và ở trên, tạo thêm không gian đặt ghế. Với những thay đổi khí động học nhỏ, Boeing đã tăng tốc độ hành trình của -300 lên Mach 0,85 so với Mach 0,84 ở biến thể -100/-200. -300 có trọng lượng cất cánh tương đương với -100/-200. 2 trong số 3 động cơ được lựa chọn từ -200 đã được giữ nguyên ở biến thể -300, nhưng động cơ General Electric CF6-80C2B1 đã được đưa ra nhằm thay thế cho loại CF6-50E2 trên -200.
Tên gọi 747-300, trước đây được đề xuất cho một biến thể chưa bao giờ được xuất xưởng, tên gọi này được sử dụng lại cho phiên bản mới này, nó được giới thiệu năm 1980. Hãng Swissair đã đặt mua những chiếc 747-300 đầu tiên vào ngày 11 tháng 6-1980. 747-300 bay lần đầu vào 5 tháng 10 năm 1982. Swissair là khách hàng đầu tiên được giao hàng vào 23 tháng 3-1983.
Ngoài phiên bản chở khách, những phiên bản khách cũng được chế tạo. Phiên bản 747-300M có khả năng chở hàng hóa ở phía sau tầng chính tương tự như -200M, nhưng với tầng trên kéo dài nó có thể chở được nhiều khách hơn. 747-300SR là phiên bản tầm gần nhằm đáp ứng nhu cầu cho các tuyến đường bay nội địa. Hãng Japan Airlines đã sử dụng phiên bản -300SR với sức chứa lên đến 600 ghế trên tuyến đường bay Okinawa–Tokyo và các tuyến khác. Boeing chưa bao giờ xuất xưởng phiên bản chuyên chở hàng hóa chế tạo mới của 747-300, nhưng các phiên bản chở khách của 747-300 có thể được sửa đổi để chuyên chở hàng hóa từ năm 2000.
Tổng cộng có 81 chiếc được chế tạo, trong đó có 56 chiếc dùng để chở khách, 21 chiếc 747-300M và 4 chiếc 747-300SR. 747-300 sớm bị thay thế bởi biến thể 747-400 tiên tiến hơn được xuất xưởng vào năm 1985, chỉ 2 năm sau khi -300 bắt đầu đi vào hoạt động. Chiếc 747-300 cuối cùng được giao vào tháng 9-1990 cho hãng Sabena.
Ngày nay, đa số máy bay -300 hiện vẫn đang hoạt động, mặc dù mất đi tầm quan trọng trong một loạt các hãng hàng không, các hãng lớn đã bán chúng cho các hãng hàng không nhỏ hơn khác. Một số chiếc -300 đã khiến người ta ngạc nhiên khi được chuyển đổi để sử dụng chở hàng, dù không một chiếc nào của biến thể -300 khi giao hàng là phiên bản chuyên chở hàng. Tính đến tháng 7 năm 2018, chỉ còn 5 chiếc 747-300 phục vụ gồm hãng Max Air (Nigeria, 3 chiếc), Mahan Air (Iran, 1 chiếc) và TransAVIAexport Airlines (Belarus, 1 chiếc chở hàng).

### 747-400

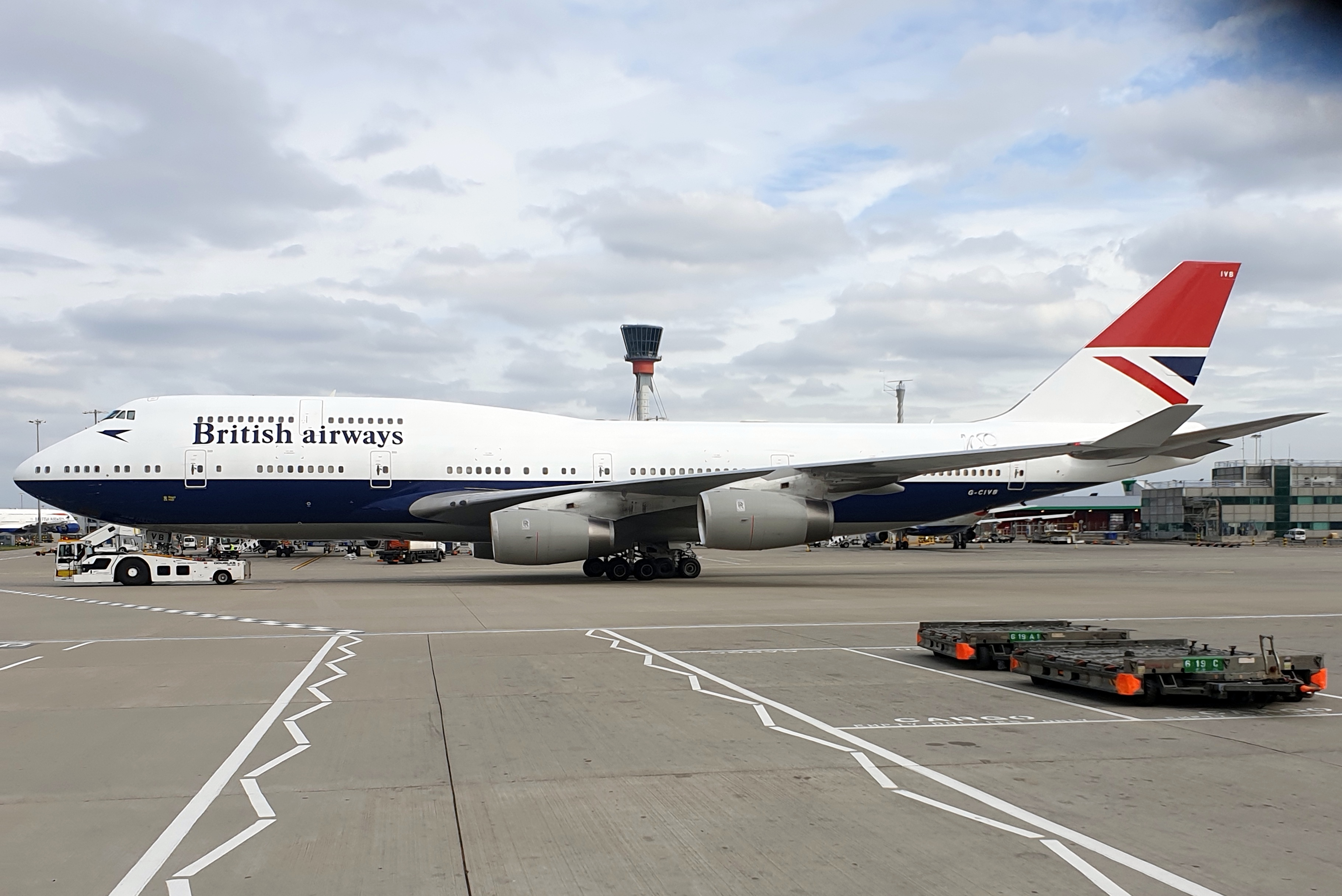
747-400 của British Airways (đăng ký G-CIVB) trong màu sơn cũ (1974-1981) tại sân bay Heathrow ngày 23 tháng 3 năm 2019

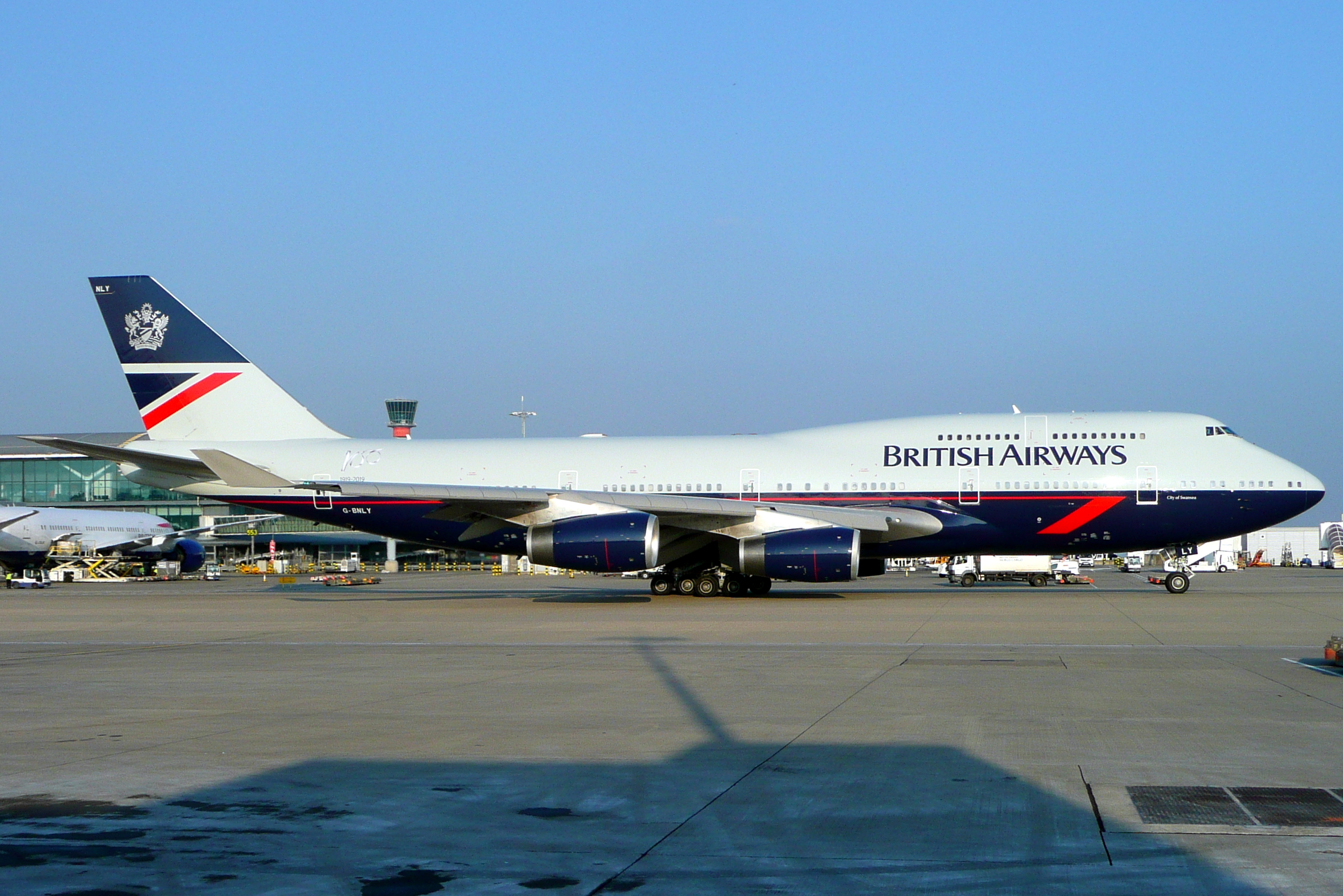
747-400 của British Airways (đăng ký G-BNLY) trong màu sơn cũ (1981-1999) tại sân bay Heathrow 29 tháng 3 năm 2019

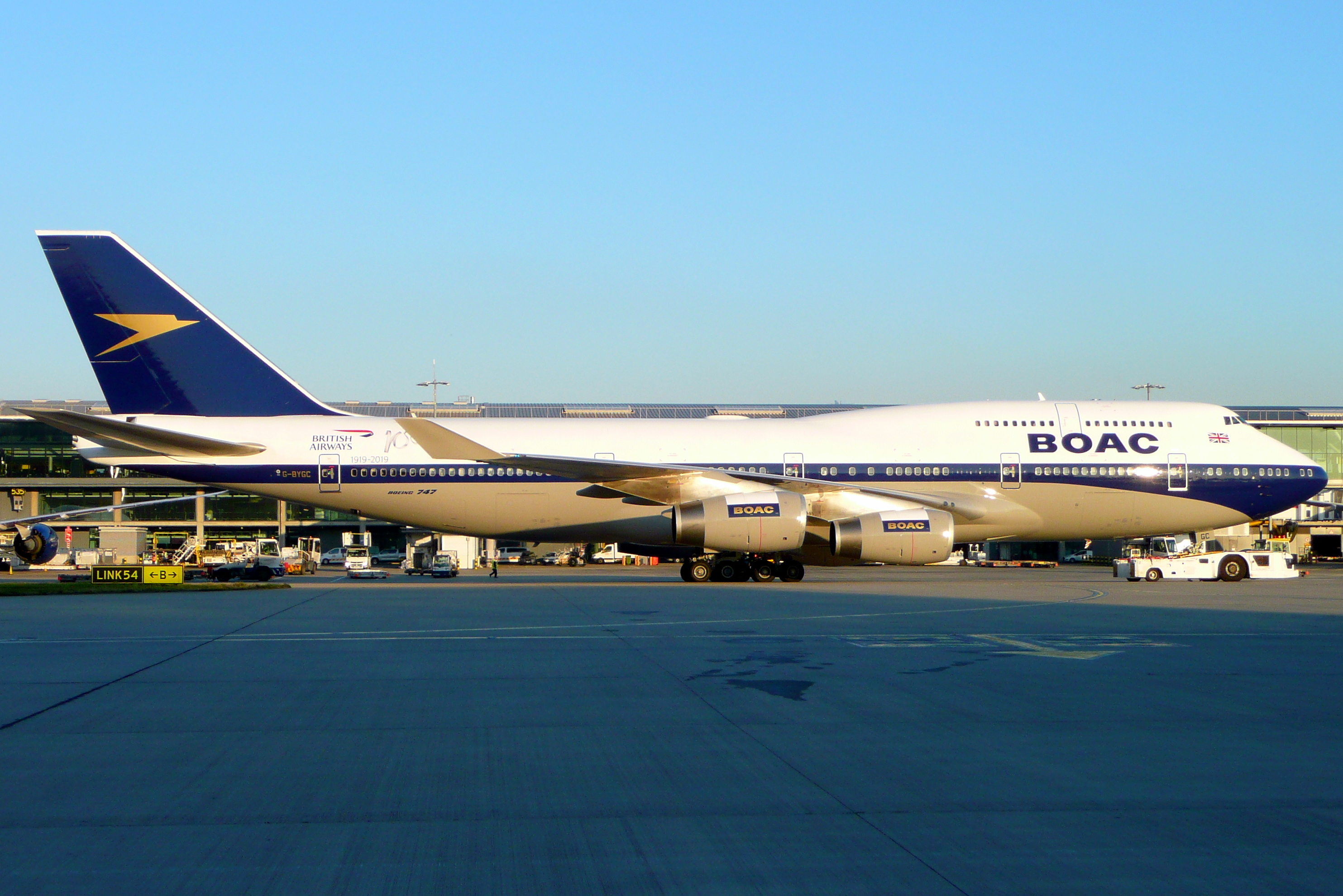
747-400 của British Airways (đăng ký G-BYGC) trong màu sơn hãng BOAC (trước đây, đã phá sản 31 tháng 3 năm 1974) tại sân bay Heathrow ngày 25 tháng 2 năm 2019

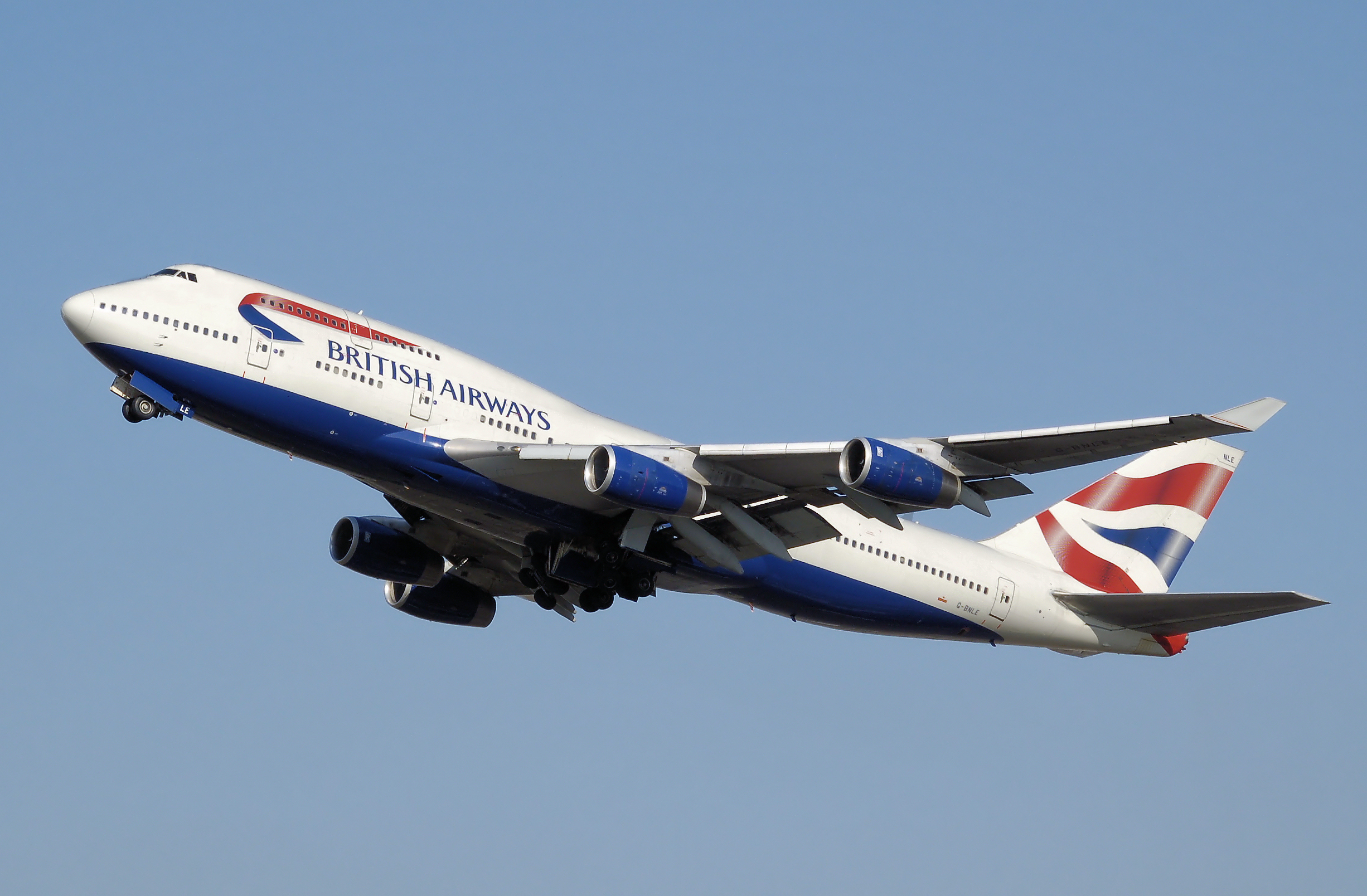
British Airways hiện đang sở hữu đội bay 747-400 lớn nhất thế giới cho đến năm 2024 thì cho nghỉ hưu toàn bộ.Trong ảnh là chiếc Boeing 747-400 của hãng (đăng ký G-BNLE)

747-400 là một kiểu cải tiến tăng tầm bay. Nó có đầu cánh kéo dài thêm 6 ft (1,8 m), những cánh nhỏ là 6 ft (1,8 m), cải thiện hiệu suất tiêu thụ nhiên liệu của 747-400 tiết kiệm hơn 4% so với những phiên bản 747 trước. Nó có thiết kế buồng lái kính mới cho tổ lái, giảm số phi công lái từ 3 còn 2 người. Sử dụng các thiết bị điện tử mới giảm bớt số lượng đồng hồ, máy đo và nút bấm từ 971 xuống còn 365. Nó có những thùng nhiên liệu ở đuôi, sửa lại động cơ và có nội thất mới. Tầm bay dài nên nó được một số hãng hàng không sử dụng trên những tuyến bay dài không dừng. -400 có các phiên bản chở khách (400), chở hàng (400F), kết hợp (400C), nội địa (400D), chở khách với tầm bay mở rộng (400ER) và chở hàng với tầm bay mở rộng (400ERF). Phiên bản chở hàng không có tầng trên kéo dài. 747-400D được chế tạo để hoạt động tầm gần và không có những cánh nhỏ ở đầu cánh, nhưng có thể được trang bị thêm.
 Phiên bản chở khách hoạt động lần đầu vào tháng 2-1989 với hãng Northwest Airlines trên tuyến từ Minneapolis đến Phoenix. Phiên bản kết hợp bắt đầu hoạt động vào tháng 9-1989 với hãng KLM. Phiên bản chở hàng bắt đầu hoạt động vào tháng 11-1993 với hãng Cargolux. 747-400ERF bắt đầu hoạt động vào tháng 10-2002 và 747-400ER hoạt động vào tháng 11-2002 với hãng Qantas, hãng hàng không duy nhất từng đặt mua phiên bản chở khách 400ER.
Phiên bản chở khách cuối cùng của 747-400 được giao vào tháng 4-2005. Boeing công bố trong tháng 3-2007 rằng họ không có kế hoạch tiếp tục sản xuất những phiên bản chở khách của -400. Tuy nhiên, những đơn đặt hàng cho 36 chiếc chở hàng -400F và -400ERF đã được ký vào thời điểm thông báo.
Đến tháng 10-2007, tổng cộng có 670 chiếc 747-400 mọi phiên bản được giao cho các hãng hàng không. Những hãng sử dụng nhiều 747-400 nhất là Singapore Airlines, Japan Airlines, và British Airways.

#### 747 LCF Dreamlifter

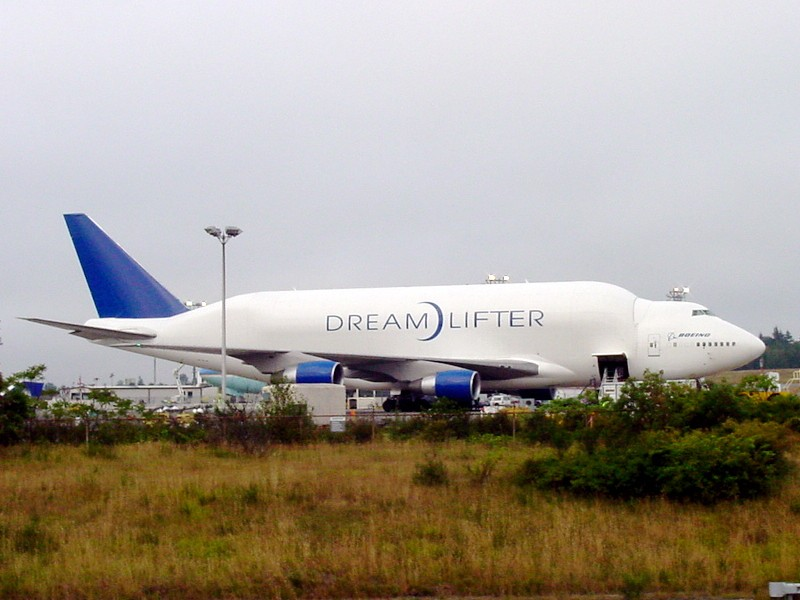
Boeing 747 Large Cargo Freighter, còn được gọi là Dreamlifter, được sửa đổi từ những chiếc 747 trước đây.

747-400 Dreamlifter (tên gọi ban đầu là 747 Large Cargo Freighter hay LCF) là một sửa đổi do Boeing tự thiết kế từ những chiếc 747-400 sẵn có, có thân lớn hơn nhằm chuyên chở những bộ phận chính và phụ của Boeing 787 đến nhà máy của Boeing ở Everett, Washington hoặc north chaleston, South Carolina, để lắp ráp hoàn thiện. Evergreen Aviation Technologies Corporation là tập đoàn lớn đang được Boeing giao sửa đổi những chiếc 747-400 thành Dreamlifters ở Đài Loan. Dreamlifters bay lần đầu vào 9 tháng 9-2006. Dreamlifter chỉ có một mục đích duy nhất là vận chuyển những bộ phận lắp ráp của Boeing 787. Máy bay được chứng nhận chỉ dành cho phi hành đoàn sử dụng vào mục đích cần thiết và không chở hành khách. Hai chiếc đã được chế tạo,và hai chiếc khác đã đặt hàng.Tuy nhiên hiện tại chỉ có 3 chiếc đang hoạt động theo tuyên bố chính thức của Boeing.

### 747-8

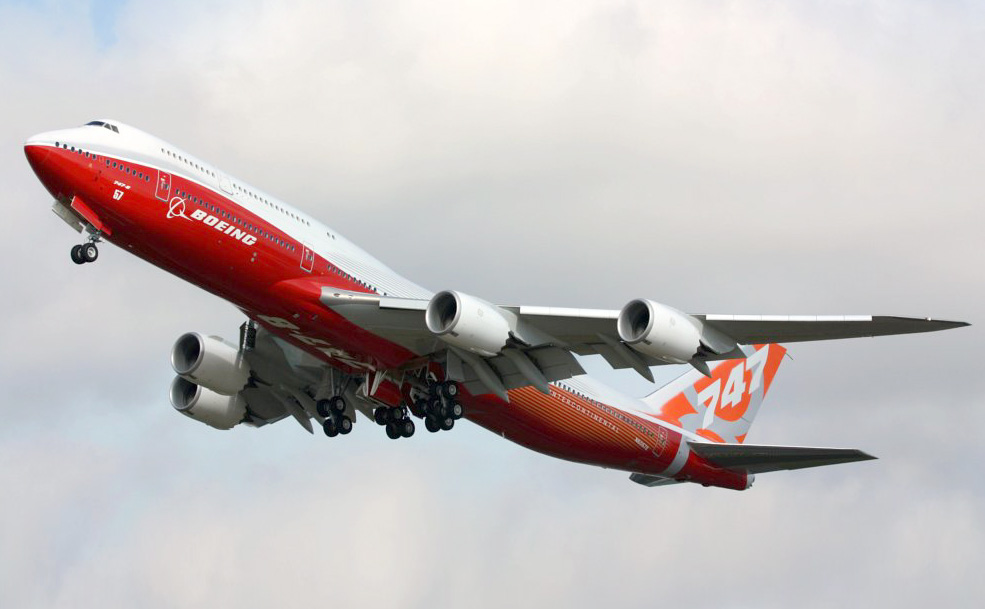
747-8 phiên bản chở khách

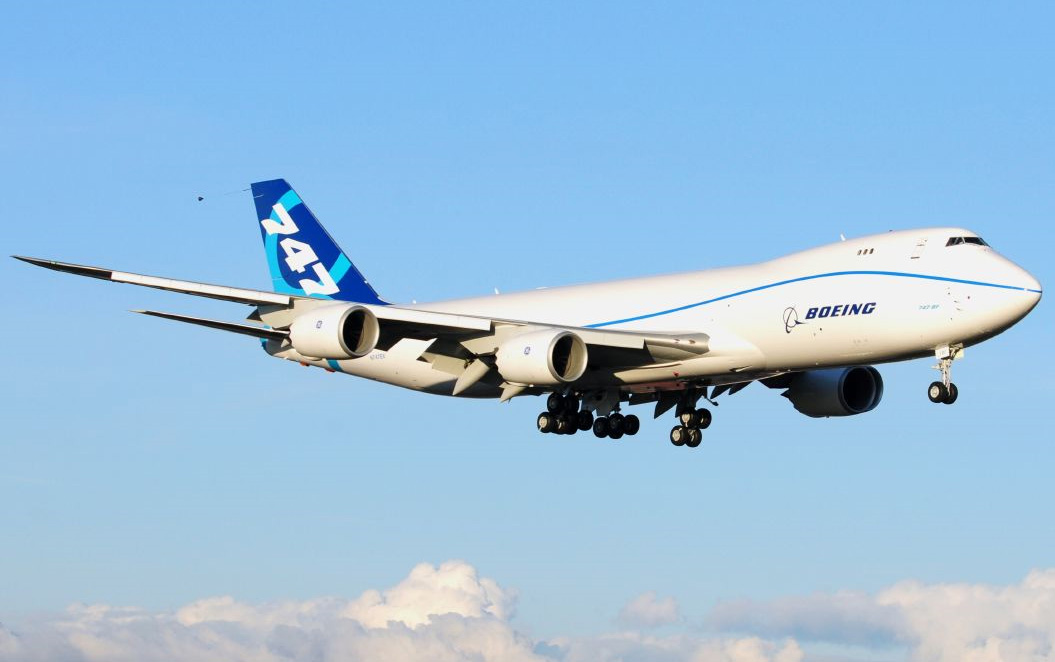
747-8 phiên bản chở hàng

Boeing đã công bố một biến thể 747 mới là 747-8 nhằm cạnh tranh với A380 của Airbus đồng thời là máy bay hiện tại giữ kỹ lục dài nhất thế giới tính đến hiện tại trước khi bị B777X cũng do Boeing sản xuất vượt mặt (được xem như 747 Advanced trước khi giới thiệu) vào 14 tháng 11-2005, 747-8 sẽ dùng công nghệ động cơ và buồng lái giống 787. (Người ta quyết định đặt tên gọi là B747-8 vì những công nghệ nó dùng chung với 787 Dreamliner.) Những kế hoạch yêu cầu thiết kế mới yên tĩnh hơn, kinh tế hơn và nhất là thân thiện với môi trường hơn.747-8 được làm dài hơn để tăng tải trọng. 747-8 tăng chiều dài từ 232 lên 251 feet (70.8 to 76.4 m), vượt trội so với Airbus A340-600 để trở thành máy bay dân dụng dài nhất thế giới.
Phiên bản chở khách, được gọi là 747-8 Intercontinental (Liên lục địa) hay 747-8I, có khả năng chỗ tới 467 hành khách ở cấu hình 3 hạng ghế và bay xa hơn 8.000 hải lý (15.000 km) ở vận tốc Mach 0.855.747-8 có lợi thế kinh tế về huấn luyện phi công và dễ hoán chuyển các bộ phận với loại 747-400. 747-8I lên kế hoạch bắt đầu hoạt động vào năm 2010.
Cũng được giới thiệu cùng lúc là 747-8 Freighter (chở hàng) hay 747-8F, phiên bản này xuất phát từ 747-400(ER)F. 747-8F có thể chứa 154 tấn hay (140 tấn) hàng hóa tương đương 20 thùng container loại 40 feel.Hỗ trợ chất và dỡ hàng hóa,nó có một cửa lớn ở đầu máy bay(gọi tạm là mở bằng lỗ mũi máy bay)từ phiên bản B747-400F.Và một hay hai cửa phụ ở một trong hai bên hoặc thậm chí là hai bên hông thân máy bay tùy theo cấu hình và yêu cầu đặt hàng riêng của từng khách hàng.Trọng tải của nó lớn hơn 16% so với 747-400F và có thể chứa thêm bảy container hàng hóa tiêu chuẩn hàng không. 747-8F lên kế hoạch đi vào hoạt động năm 2009.
Đến tháng 12-2007,tổng cộng có hơn 78 chiếc Boeing 747-8F được đặt mua, từ các hãng Cathay Pacific (14), Atlas Air (2), Nippon Cargo Airlines (14), Cargolux (14), Emirates SkyCargo (10), Volga-Dnepr (5), Guggenheim Aviation Partners (4) Korean Air (14)...cùng một số hãng hàng không khác và khách hàng giấu tên  không được đề cập trong bài viết này. Tổng cộng có  hơn 25 chiếc Boeing 747-8I được đặt mua,trong đó  liệt kê có 5 chiếc từ Boeing Business Jet và 20 chiếc từ Lufthansa...cùng một số khách hàng giấu tên và các hãng hàng không khác.

### Các biến thể thuộc chính phủ và quân sự

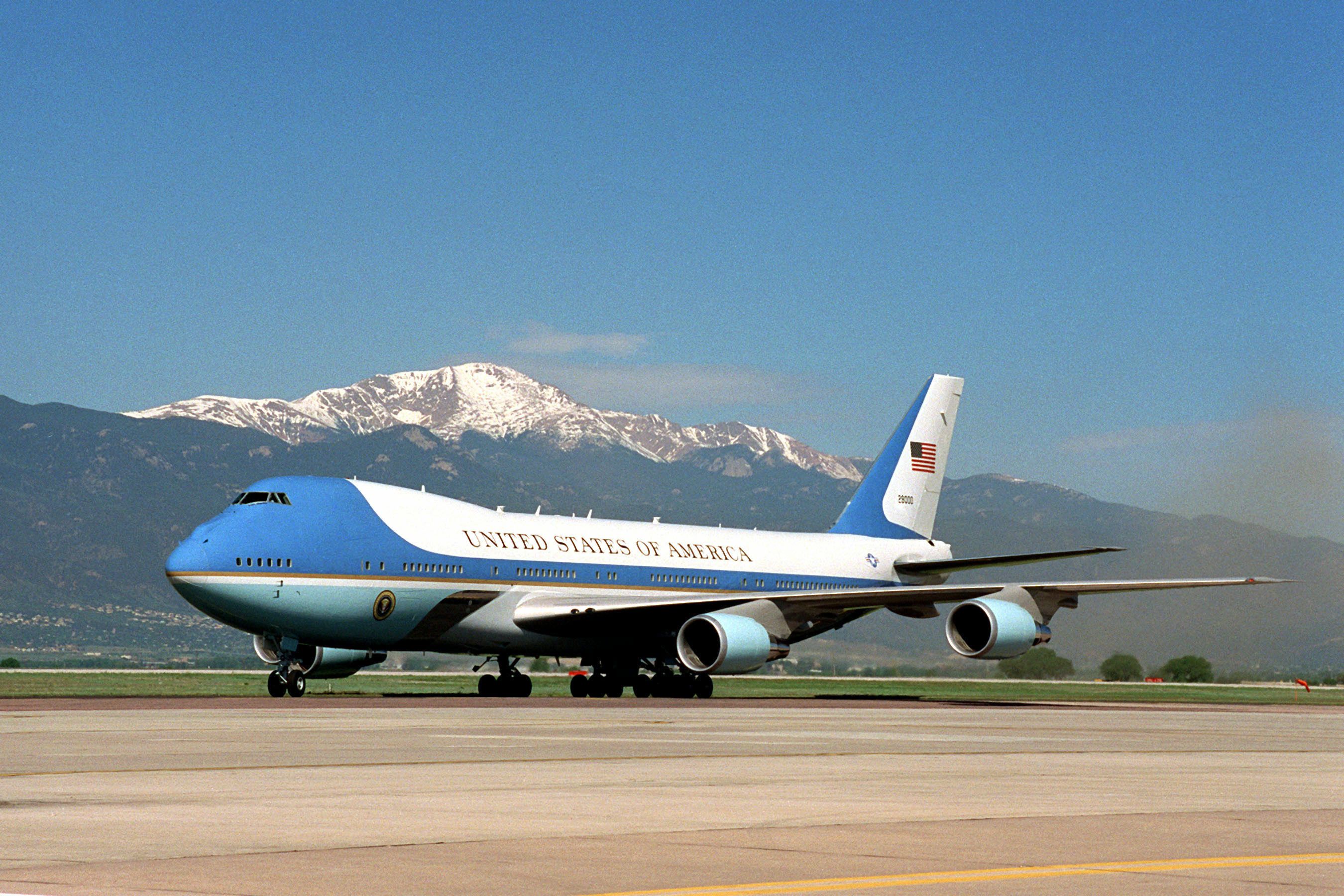
VC-25A 29000, một trong 2 chiếc 747-200B được làm theo yêu cầu, nó là thành viên trong phi đội máy bay của tổng thống Mỹ từ năm 1990

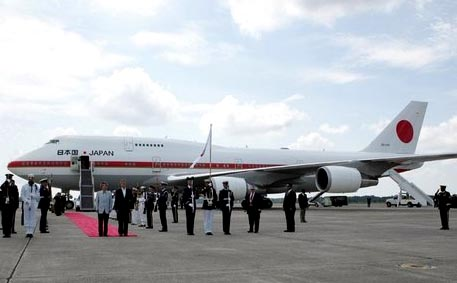
20-1101 Không lực một Nhật Bản, một trong 2 chiếc 747-400 được đặt làm theo yêu cầu, trực thuộc Lực lượng phòng vệ trên không Nhật Bản từ năm 1993 đến năm 2018 thì thay thế bằng Boeing 777-300ER.

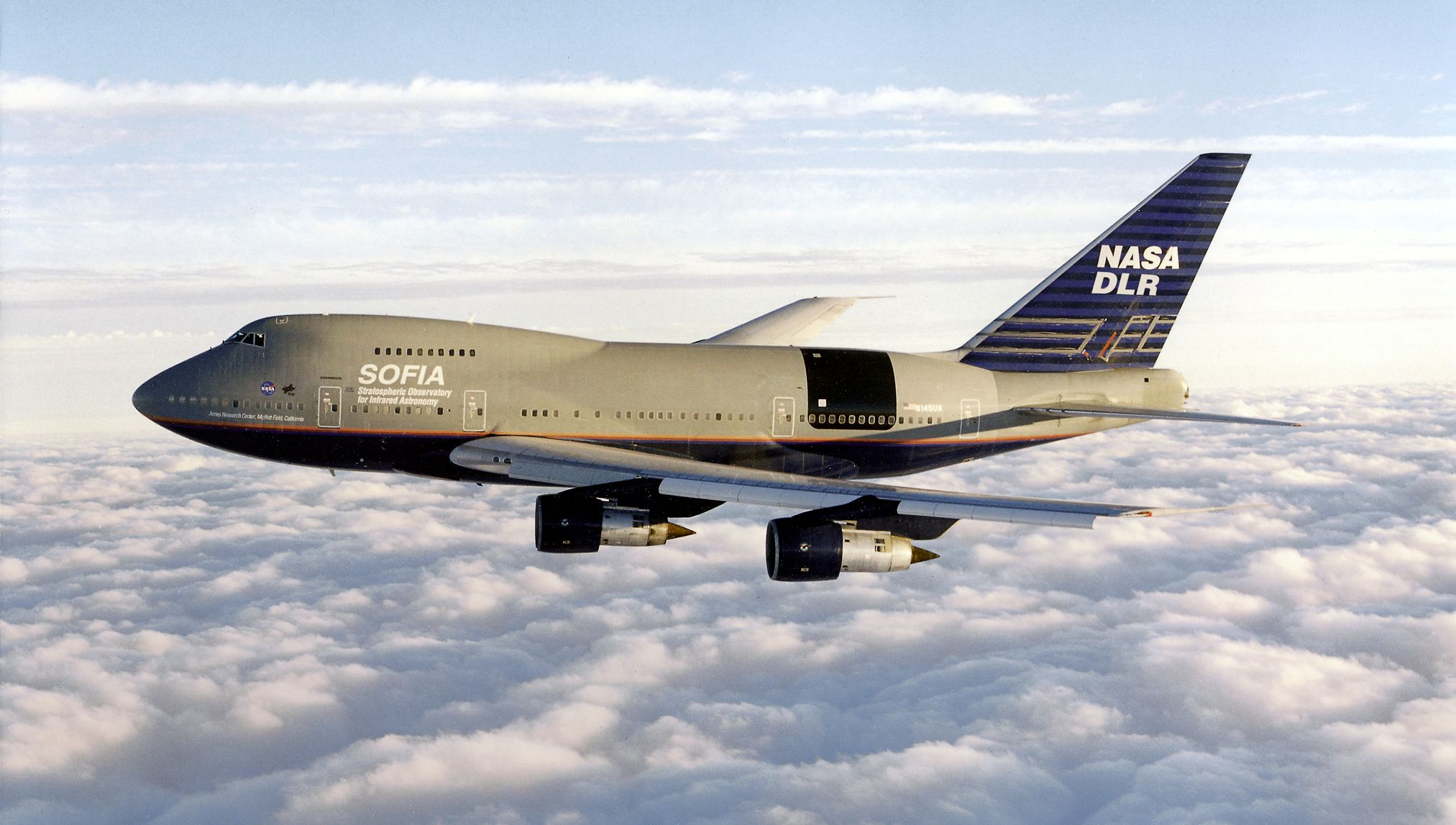
Boeing 747SP thuộc SOFIA

- C-19 – Không quân Mỹ đã đặt tên gọi này cho những chiếc 747-100 được sử dụng bởi một số hãng hàng không và sửa đổi để dùng trong Civil Reserve Airlift Fleet (Phi đội Cầu hàng không Dự bị Dân dụng).[150]
- VC-25 – Đây là phiên bản 747-200B được sử dụng để phục vụ VIP của Không quân Mỹ. Họ sử dụng 2 chiếc 747-200B để chở yếu nhân với tên gọi VC-25A. Số trên đuôi là 28000 và 29000, hay còn được biết đến như Không lực một, về mặt kỹ thuật giao thông trên không, số hiệu này được gọi cho bất kỳ máy bay này của không quân Mỹ chở Tổng thống Hoa Kỳ. Mặc dù dựa vào thiết kế của 747-200B, nhưng VC-25 lại có nhiều đổi mới được sử dụng trên kiểu 747-400, như nâng cấp buồng điều khiển và động cơ. Từng phần của máy bay được hoàn thành tại Everett, Washington, sau đó được chuyển đến Wichita, Kansas để lắp ráp hoàn thiện, trong hợp đồng với máy bay dân dụng, chúng sẽ được hoàn thiện ở nhà máy Everett. Không quân Hoa Kỳ thông báo sẽ mua 2 chiếc Boeing 747-8 (VC-25B) để thay thế VC-25A đã cũ.
- E-4B – Trước đây được biết đến như National Emergency Airborne Command Post (Sở chỉ huy tình trạng khẩn cấp trên không quốc gia) (thường gọi là "Kneecap"), máy bay này hiện nay được sử dụng làm National Airborne Operations Center (NAOC - Trung tâm chiến dịch trên không quốc gia).
- YAL-1 – Đây là một máy bay mang thiết bị phóng laser trên không thử nghiệm, một bộ phận của kế hoạch lá chắn Phòng thủ tên lửa quốc gia.
- Shuttle Carrier Aircraft – 2 chiếc 747 đã được sửa đổi để mang tàu con thoi. Một chiếc là 747-100 (N905NA), mua từ hãng American Airlines năm 1974; chiếc còn lại là 747-100SR (N911NA), mua từ hãng Japan Airlines năm 1988. Chúng thực hiện chuyến chở tàu con thoi đầu tiên năm 1991. Hiện các máy bay này đều do NASA sở hữu.
- Một số chính phủ các quốc gia khác cũng sử dụng 747 như máy bay phục vụ VIP, bao gồm Bahrain, Brunei, Ấn Độ, Iran, Nhật Bản, Kuwait, Oman, Pakistan, Qatar, Ả Rập Xê Út và Các Tiểu vương quốc Ả Rập Thống nhất. Một vài chiếc Boeing 747-8 mới cũng được Boeing Business Jet đặt mua để sửa đổi thành máy bay VIP cho một số khách hàng giấu tên.[151]
- C-33 – Máy bay này là loại 747-400 phiên bản quân sự đề xuất cho quân đội Mỹ, được dự định để tăng cường cho phi đội C-17. Kế hoạch bị hủy bỏ để ưu tiên bổ sung những máy bay vận tải quân sự C-17.
- KC-33A – Boeing đã đề xướng chiếc 747 như một máy bay chở dầu có khả năng tiếp nhiên liêu trên không, nó được phát triển để cạnh tranh với loại DC-10-30 trong chương trình Advanced Cargo Transport Aircraft (ACTA - Máy bay vận tải hàng hóa tiên tiến) vào thập niên 1970, và KC-10A Extender phát triển từ DC-10-30 đã được chọn để sản xuất. Trước cuộc cách mạng của Ruhollah Khomeini, Iran đã mua 4 máy bay 747-100 để chuyển đổi thành máy bay chở dầu tiếp nhiên liệu trên không nhằm hỗ trợ cho phi đội F-4 Phantom.[152][153] Người ta không biết liệu máy bay này có còn được sử dụng như máy bay chở dầu hay không. Từ đó, những đề xuất khác đã nảy sinh khi sử dụng máy bay 747-400 làm máy bay chở dầu.[152]
- 747 CMCA – Phiên bản này được Không quân Hoa Kỳ coi như một Máy bay mang tên lửa hành trình (Cruise Missile Carrier Aircraft) trong khi máy bay ném bom chiến lược B-1 Lancer đang phát triển. Nó trang bị từ 50 đến 100 tên lửa hành trình AGM-86 ALCM trên các bệ phóng quay được. Dự án này đã rơi vào quên lãng khi không quân dành ưu tiên để phát triển những máy bay ném bom chiến lược.[154]

### Những biến thể không phát triển tiếp
Boeing đã nghiên cứu một số biến thể 747 khác, nhưng những biến thể này không được đưa vào sản xuất.

#### 747-300 Trijet
Trong thập niên 1970, Boeing đã nghiên cứu phát triển một kiểu 747 thân ngắn hơn và có 3 động cơ để cạnh tranh với loại L-1011 TriStar và DC-10 nhỏ hơn, kiểu 747 mới này có chi phí bay thấp hơn so với 747SP. 747-300 Trijet có trọng tải, tầm bay và sức chứa hành khách lớn hơn. Động cơ giữa được đặt ở đuôi với một đầu vào khí ống chữ S tương tự như của L-1011. Tuy nhiên, những nghiên cứu kỹ thuật chỉ ra thiết kế cần nhiều thời gian để hoàn thiện và chi phí để thiết kế lại cánh của 747 là tất yếu. Vì vậy, 747 trijet sau đó đã được loại bỏ.

#### 747-500X, -600X và -700X

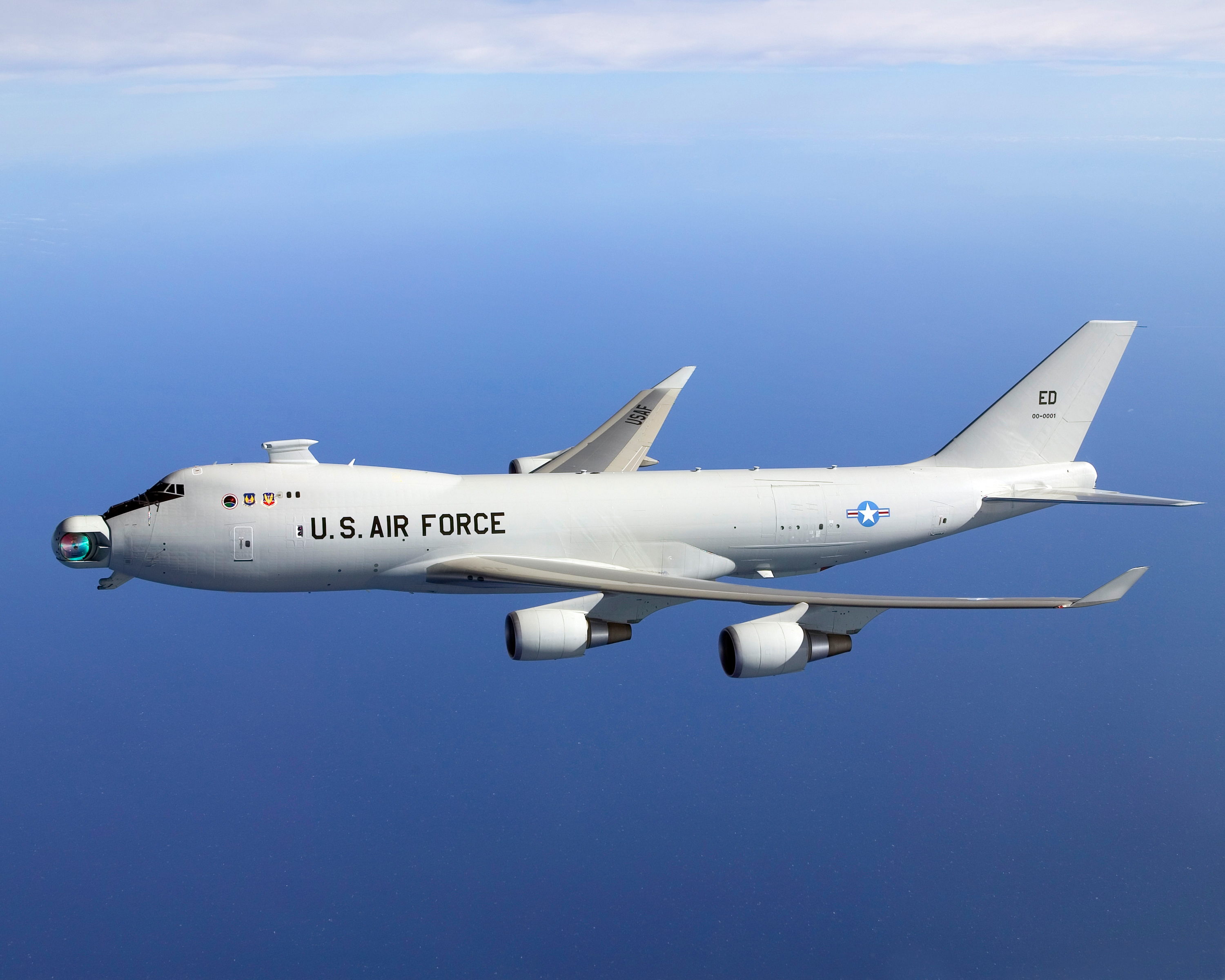
YAL-1A Airborne Laser

Boeing công bố 747-500X và -600X tại Triển lãm hàng không Farnborough năm 1996. Những kiểu đề xuất kết hợp thân của 747 với một sải cánh dài 251 ft (77 m) được lấy từ 777. Những thay đổi khác bao gồm thêm động cơ mạnh hơn và tăng số lốp từ 2 lên 4 ở bộ hạ cánh dưới mũi và từ 16 lên 20 ở bộ hạ cánh chính.
Ý tưởng 747-500X nổi bật với chiều dài là 250 ft (76.2 m), thân máy bay được kéo dài thêm 18 ft (5.5 m), và máy bay mang được 462 hành khách với tầm bay 8.700 hải lý (10.000 dặm, 16.100 km), với trọng lượng toàn bộ là 1.0 Mlb (450 tấn). Còn ý tưởng 747-600X nổi bật với chiều dài lên đến 279 ft (85 m) và chở được 548 hành khách, tầm bay đạt 7.700 hải lý (8.900 dặm, 14.300 km), trọng lượng toàn bộ đạt 1.2 Mlb (540 tấn). Một ý tưởng thứ 3 được nghiên cứu đó là 747-700X, nó kết hợp giữa cánh của 747-600X và thân mở rộng, cho phép chở được 650 hành khách trên quãng đường bay giống với 747-400. Chi phí của những thay đổi từ các mẫu 747 trước đó, nói riêng với thiết kế cánh mới cho 747-500X và -600X có giá xấp xỉ hơn 5 tỷ USD. Boeing không thu hút đủ sự quan tâm để có thể sản xuất những phiên bản này.

#### 747X và 747X Stretch

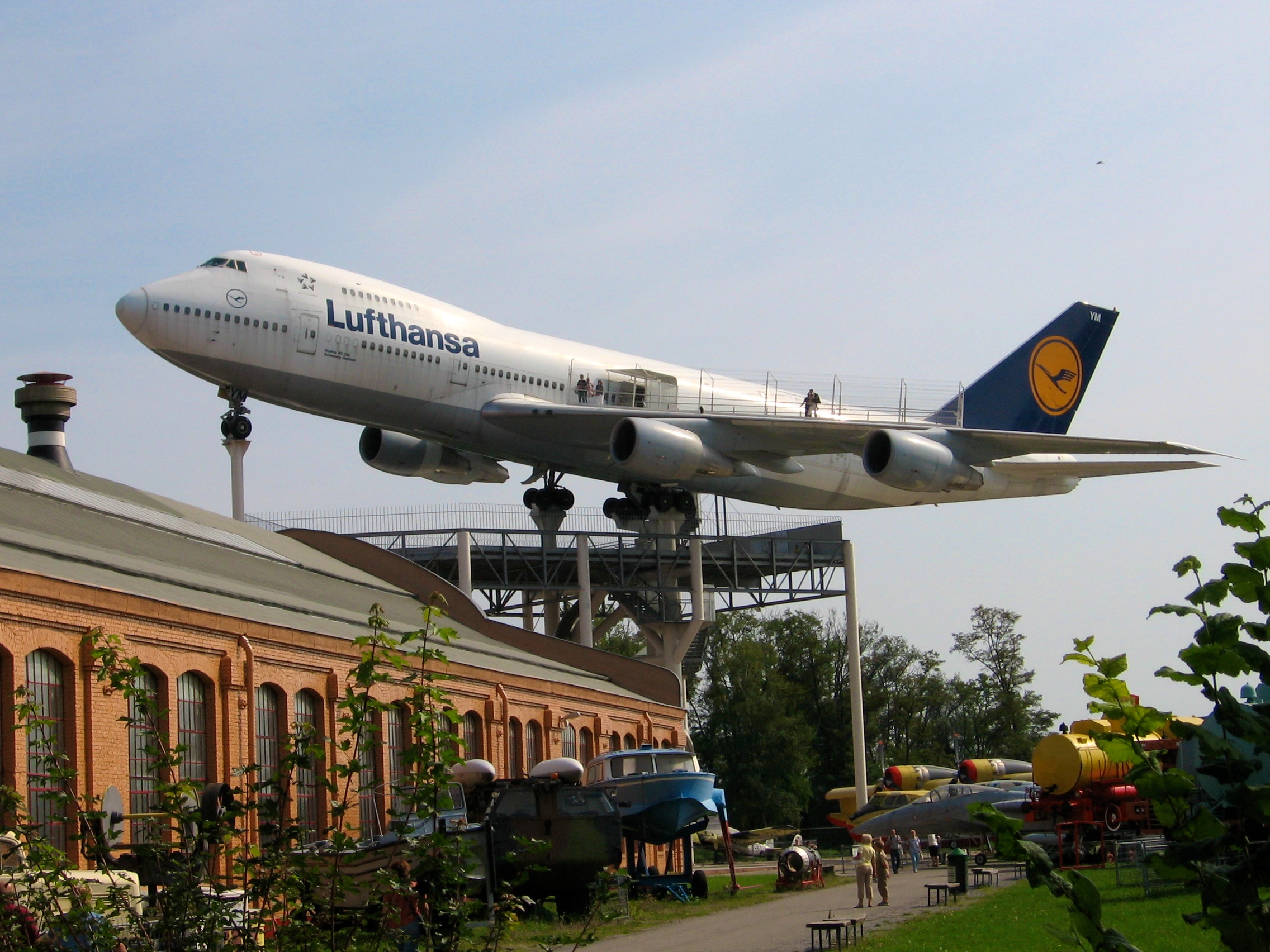
Boeing 747-200B của hãng Lufthansa trưng bày tại Bảo tàng kỹ thuật Speyer ở Đức

Trong khi Airbus tiến triển với những nghiên cứu về A3XX, Boeing vào năm 2000 đã giới thiệu ra thị trường một phiên bản bắt nguồn từ 747 được coi như một giải pháp. Đây là một đề xuất vừa phải so với -500X và -600X trước đây, phiên bản này nói chung giữ lại thiết kế cánh toàn diện của 747 và thêm vào một đoạn ở gốc cánh, tăng sải cánh lên 229 ft (69.8 m). Động cơ được lựa chọn giữa Engine Alliance GP7172 hoặc Rolls-Royce Trent 600, những loại động cơ này cũng được dự định sử dụng cho 767-400ERX. Một buồng điều khiển mới dựa trên thiết kế của 777 cũng được sử dụng. Máy bay 747X mang được 430 hành khách với tầm bay là 8.700 hải lý (10.000 dặm, 16.100 km). 747X Stretch có chiều dài tăng lên đến 263 ft (80.2 m), cho phép mang được 500 hành khách với tầm bay lên đến 7.800 hải lý (9.000 dặm, 14.500 km).Cả hai phiên bản này đều sử dụng kiến trúc nội thát dựa vào nội thất của 777. Những phiên bản chuyên chở hàng hóa của 747X và 747X Stretch cũng được nghiên cứu.
Cũng như những mẫu 747 khác trước nó, dòng 747X không có khả năng tạo đủ sự quan tâm để đưa vào sản xuất, và nó đã bị trì hoãn đưa vào sản xuất cùng với 767-400ERX vào tháng 3-2001, khi Boeing công bố ý tưởng về Sonic Cruiser. Mặc dù thiết kế 747X có chi phí ít tốn kém hơn so với 747-500X và -600X, nó vẫn bị chỉ trích không phải là một đề xuất tiên tiến từ 747-400. 747X không được đưa vào sản xuất, nhưng 747-400X vẫn được phát triển tiếp và được sản xuất với tên gọi 747-400ER.

#### 747-400XQLR
Sau khi chương trình 747X kết thúc, Boeing tiếp tục nghiên cứu cải tiến áp dụng trên 747. 747-400XQLR (Quiet Long Range) có tầm bay tăng lên tới 7.980 hải lý (9.200 dặm, 14.800 km), với những cải tiến để cải thiện hiệu suất và giảm bớt tiếng ồn. Những nghiên cứu cải tiến bao gồm các đầu cánh nghiêng sau tương tự các đầu cánh được dùng trên 767-400ER và một vỏ động cơ răng cưa để giảm bớt tiếng ồn. Dù 747-400XQLR không được đưa vào sản xuất, nhưng nhiều đặc tính của nó đã được sử dụng cho 747 Advanced, được biết đến hiện nay với tên gọi 747-8.

## Các biến cố và tai nạn
Tính đến tháng 5 năm 2007 đã có tổng cộng 45 vụ tai nạn khiến Boeing 747 bị phá hủy, 3.707 người thiệt mạng. Ít vụ rơi máy bay được cho là do những sai sót trong thiết kế của 747.
Thảm hoạ Tenerife xảy ra là do lỗi của phi công, đài kiểm soát không lưu (ATC), khiến cho 2 chiếc 747 va chạm và làm 583 người chết.
Chuyến bay 123 của Japan Airlines và Chuyến bay 611 của China Airlines 2 chiếc Boeing 747 bị dập đuôi và sửa chữa không đúng cách khiến bị rơi.
Chuyến bay 801 của Korean Air bị rơi khi đang tiếp cận sân bay, dẫn đến những khuyến cáo an toàn về độ cao tối thiểu của máy bay.
Vụ va chạm trên không trung tại làng Charkhi Dadri năm 1996 giữa máy bay Ilyushin Il-76 và máy bay 747 đã trở thành vụ va chạm giữa không trung tồi tệ nhất, làm tổng cộng 349 người chết.
Chuyến bay 811 của United Airlines bị nổ trên không vào 24 tháng 2 năm 1989, dẫn đến Ủy ban an toàn vận tải quốc gia (NTSB) đưa ra khuyến cáo về cửa hàng hóa của 747 - 200 tương tự như những cửa hàng hóa trên chiếc 747 bay chuyến 811 cần phải được sửa đổi.
Chuyến bay 007 của Korean Air Lines đã bị máy bay tiêm kích của Liên Xô bắn hạ khi nó bay lạc đường vào không phận của Liên Xô, đây là nguyên nhân dẫn đến tổng thống Mỹ Reagan cho phép sử dụng hệ thống định vị Global Positioning System (GPS) của quân đội vào mục đích dân sự.
Chuyến bay 800 của TWA là một chiếc 747-100 bị nổ trên không vào 17 tháng 7 năm 1996, dẫn đến Cơ quan quản lý hàng không Liên bang đưa ra điều luật quy định lắp đặt hệ thống chữa cháy ở thùng nhiên liệu trung tâm của hầu hết máy bay cỡ lớn.
Chuyến bay 9 của British Airways là sự cố đặc biệt, khi máy bay xuyên qua vùng tro núi lửa và phát ra ánh sáng xanh kì quái, sau đó cả 4 động cơ đều tắt và khói tràn vào cabin. Rất may, toàn bộ hành khách và phi hành đoàn đều an toàn sau sự cố đó.

## Những chiếc đang trưng bày

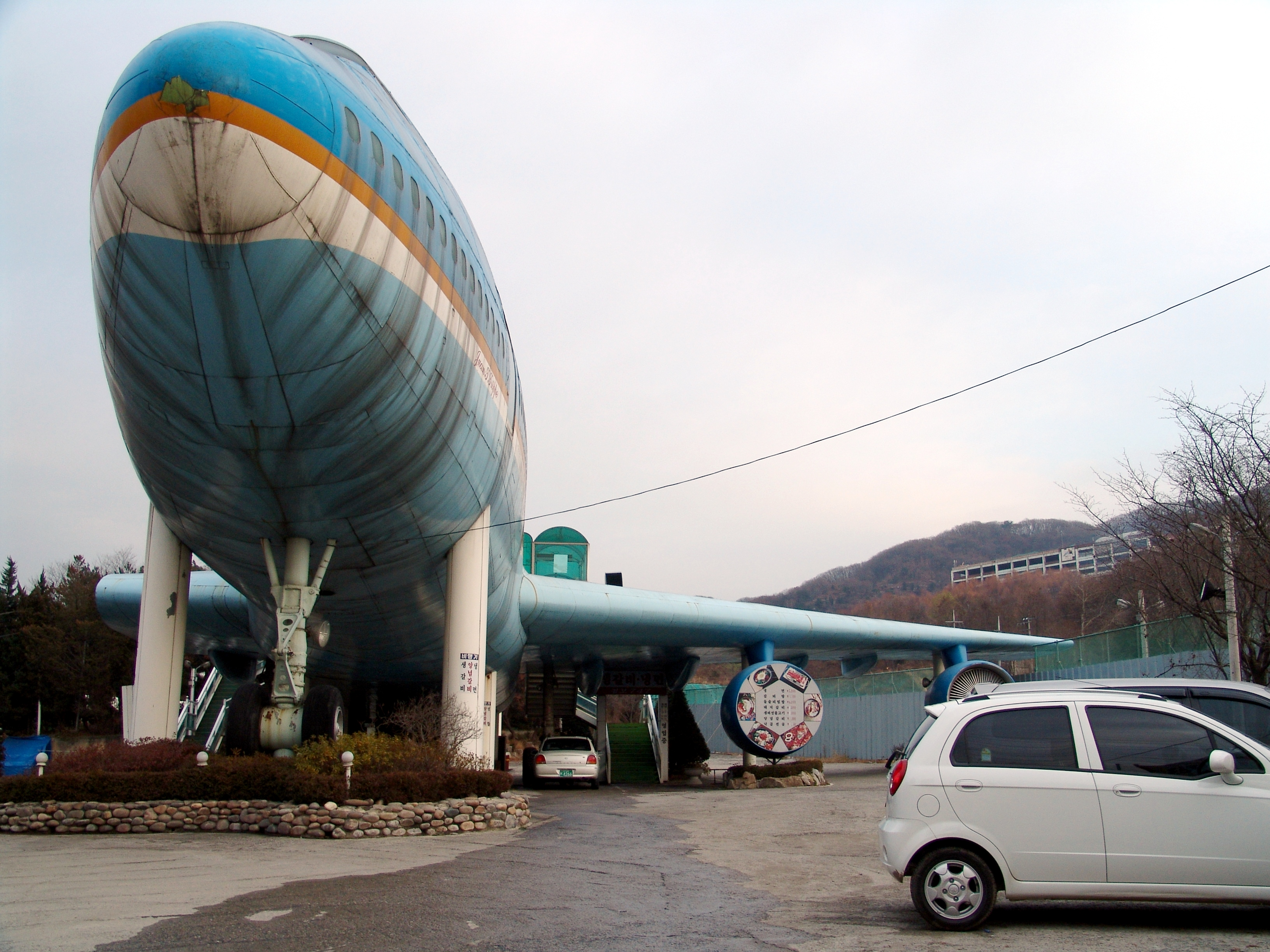
Nhà hàng Boeing 747 tại Seoul, Hàn Quốc.

Khi số lượng những chiếc 747-100 và 747-200 ngừng hoạt động tăng lên, một số chiếc đã được chuyển vào trưng bày trong bảo tàng hay trở thành nhà hàng. Chiếc 747 đầu tiên và nguyên mẫu được trưng bày tại Bảo tàng bay, Seattle, Washington, Hoa Kỳ.
Một số chiếc 747 được trưng bày tại các bảo tàng khác bao gồm: Công viên giải trí Hàng không Quốc gia Aviodrome, Lelystad, Hà Lan; Bảo tàng Qantas Founders Outback,Longreach, Queensland, Australia; Sân bay Rand, Johannesburg, Nam Phi; Triển lãm hàng không vũ trụ Tehran, Tehran, Iran; Trung tâm hàng không Jeongseok, Jeju, Hàn Quốc, và Bảo tàng không gian và không trung Quốc gia, Washington, D.C.

## Thông số kỹ thuật
| Kích thước                                 | 747-100                                       | 747-200                                                              | 747-300                                                              | 747-400/400ER                                                                                              | 747-8I                                       |
| ------------------------------------------ | --------------------------------------------- | -------------------------------------------------------------------- | -------------------------------------------------------------------- | --- | -------------------------------------------- |
| Tổ lái                                     | 3                                             | 3                                                                    | 3                                                                    | 2 | 2                                            |
| Số ghế đặc trưng                           | 452 (2-hạng) 366 (3-hạng)                     | 452 (2-hạng) 366 (3-hạng)                                            | 452 (2-hạng) 366 (3-hạng)                                            | 524 (2-hạng) 416 (3-hạng)                                                                                  | 467 (3-hạng)                                 |
| Chiều dài                                  | 231 ft 10 in (70,6 m)                         | 231 ft 10 in (70,6 m)                                                | 231 ft 10 in (70,6 m)                                                | 231 ft 10 in (70,6 m)                                                                                      | 250 ft 8 in (76,4 m)                         |
| Sải cánh                                   | 195 ft 8 in (59,6 m)                          | 195 ft 8 in (59,6 m)                                                 | 195 ft 8 in (59,6 m)                                                 | 211 ft 5 in (64,4 m)                                                                                       | 224 ft 9 in (68,5 m)                         |
| Chiều cao                                  | 63 ft 5 in (19,3 m)                           | 63 ft 5 in (19,3 m)                                                  | 63 ft 5 in (19,3 m)                                                  | 63 ft 8 in (19,4 m)                                                                                        | 63 ft 6 in (19,4 m)                          |
| Trọng lượng rỗng                           | 358.000 lb (162.400 kg)                       | 383.000 lb (174.000 kg)                                              | 392.800 lb (178.100 kg)                                              | 393.263 lb (178.756 kg) ER: 406.900 lb (184.600 kg)                                                        | 410.000 lb (185.972 kg)                      |
| Trọng lượng cất cánh tối đa (MTOW)         | 735.000 lb (333.390 kg)                       | 833.000 lb (377.842 kg)                                              | 833.000 lb (377.842 kg)                                              | 875.000 lb (396.890 kg) ER: 910.000 lb (412.775 kg)                                                        | 970.000 lb (439.985 kg)                      |
| Vận tốc hành trình (trên độ cao 35.000 ft) | Mach 0,84 (555 mph, 895 km/h, 481 hải lý/h)   | Mach 0,84 (555 mph, 895 km/h, 481 hải lý/h)                          | Mach 0,84 (555 mph, 895 km/h, 481 hải lý/h)                          | Mach 0,85 (567 mph, 913 km/h, 487 hải lý/h) ER: Mach 0.855 (570 mph, 918 km/h, 493 hải lý/h)               | Mach 0.855 (570 mph, 918 km/h, 493 hải lý/h) |
| Vận tốc tối đa                             | Mach 0,89 (587 mph, 945 km/h, 510 hải lý/h)   | Mach 0,89 (587 mph, 945 km/h, 510 hải lý/h)                          | Mach 0,89 (587 mph, 945 km/h, 510 hải lý/h)                          | Mach 0,92 (608 mph, 977 km/h, 527 hải lý/h)                                                                |                                              |
| Quãng đường cất cánh với MTOW              | 10.466 ft (3.190 m)                           | 10.466 ft (3.190 m)                                                  | 10.893 ft (3.320 m)                                                  | 9.902 ft (3.018 m) ER: 10.138 ft (3.090 m)                                                                 | 10.138 ft (3.090 m)                          |
| Tầm bay khi tải đẩy                        | 5.300 hải lý (9.800 km)                       | 6.850 hải lý (12.700 km)                                             | 6.700 hải lý (12.400 km)                                             | 7.260 hải lý (13.450 km) ER: 7.670 hải lý (14.205 km)                                                      | 8.000 hải lý (14.815 km)                     |
| Sức chứa nhiên liệu tối đa                 | 48.445 U.S. gal (40.339 imp gal/183.380 L)    | 52.410 U.S. gal (43.640 imp gal/199.158 L)                           | 52.410 U.S. gal (43.640 imp gal/199.158 L)                           | 57.285 U.S. gal (47.700 imp gal/216.840 L) ER: 63.705 U.S. gal (53.045 imp gal/241.140 L)                  | 64.225 U.S. gal (53.478 imp gal/243.120 L)   |
| Động cơ (x 4)                              | PW JT9D-7A RR RB211-524B2                     | PW JT9D-7R4G2 GE CF6-50E2 RR RB211-524D4                             | PW JT9D-7R4G2 GE CF6-80C2B1 RR RB211-524D4                           | PW 4062 GE CF6-80C2B5F RR RB211-524G/H ER: GE CF6-80C2B5F                                                  | GEnx-2B67                                    |
| Lực đẩy (mỗi động cơ)                      | PW 46.500 lbf (207 kN) RR 50.100 lbf (223 kN) | PW 54.750 lbf (244 kN) GE 52.500 lbf (234 kN) RR 53.000 lbf (236 kN) | PW 54.750 lbf (244 kN) GE 55.640 lbf (247 kN) RR 53.000 lbf (236 kN) | PW 63.300 lbf (282 kN) GE 62.100 lbf (276 kN) RR 59.500/60.600 lbf (265/270 kN) ER: GE 62.100 lbf (276 kN) | 66.500 lbf (296 kN)                          |

Nguồn: Thông số kỹ thuật 747, 747 báo cáo sân bay
Lực cản ký sinh trên 747, CDP, là 0.022, và diện tích cánh là 5.500 feet² (511 m²), f² khoảng 121 sq ft hay 11.2 m². Lực cản ký sinh được tính bởi ½ f ρair v² trong đó f là tích số của hệ số cản CDp và diện tích cánh.

## Danh sách giao hàng
| 2008 | 2007 | 2006 | 2005 | 2004 | 2003 | 2002 | 2001 | 2000 | 1999 | 1998 | 1997 | 1996 | 1995 | 1994 | 1993 | 1992 | 1991 | 1990 | 1989 |
| ---- | ---- | ---- | ---- | ---- | ---- | ---- | ---- | ---- | ---- | ---- | ---- | ---- | ---- | ---- | ---- | ---- | ---- | ---- | ---- |
| 6    | 16   | 14   | 13   | 15   | 19   | 27   | 31   | 25   | 47   | 53   | 39   | 26   | 25   | 40   | 56   | 61   | 64   | 70   | 45   |
| 1988 | 1987 | 1986 | 1985 | 1984 | 1983 | 1982 | 1981 | 1980 | 1979 | 1978 | 1977 | 1976 | 1975 | 1974 | 1973 | 1972 | 1971 | 1970 | 1969 |
| 24   | 23   | 35   | 24   | 16   | 22   | 26   | 53   | 73   | 67   | 32   | 20   | 27   | 21   | 22   | 30   | 30   | 69   | 92   | 4    |

- Dữ liệu tính đến tháng 4-2008. Cập nhật ngày 9 tháng 5 năm 2008.[54]

## Nội dung liên quan

### Máy bay có cùng sự phát triển
- Boeing 747SP
- Boeing VC-25
- Boeing 747-400
- Boeing 747-8
- Boeing 747 LCF

### Máy bay có tính năng tương đương
- Airbus A380
- Airbus A340-600
- Antonov An-124
- C-5 Galaxy

### Danh sách
- Danh sách các hãng hàng không sử dụng Boeing 747